# Rakousko-Uhersko
Rakousko-Uhersko (německy Österreich-Ungarn), plným názvem Rakousko-uherská monarchie (německy Österreichisch-Ungarische Monarchie, maďarsky Osztrák-Magyar Monarchia), byl státní útvar, reálná unie Království a zemí v Říšské radě zastoupených neboli Předlitavska (německy Cisleithanien, nepřesně Rakouska) a Zemí svaté Štěpánské koruny uherské neboli Zalitavska (německy Transleithanien, nepřesně Uherska), existující od 8. června 1867 do 31. října 1918. Toto soustátí vzniklo přeměnou Rakouského císařství (nástupníka habsburské monarchie) na základě rakousko-uherského vyrovnání v únoru 1867. Monarchie byla rozpuštěna krátce po porážce v první světové válce.
Rakousko-Uhersku vládla habsbursko-lotrinská dynastie a představovalo poslední fázi ústavního vývoje habsburské monarchie. Šlo o mnohonárodnostní stát a jednu z hlavních evropských mocností té doby. Rakousko-Uhersko bylo geograficky druhou největší zemí v Evropě po Ruské říši s rozlohou 621 538 km² a třetí nejlidnatější zemí (po Rusku a Německé říši). Impérium vybudovalo čtvrtý největší strojírenský průmysl na světě, po Spojených státech, Německu a Spojeném království. Rakousko-Uhersko se také stalo po Spojených státech a Německém císařství třetím největším světovým výrobcem a vývozcem elektrických domácích spotřebičů, elektrických průmyslových spotřebičů a zařízení na výrobu energie pro elektrárny.
Jeho jádrem byla duální monarchie, která byla reálnou unií mezi Předlitavskem, severní a západní částí bývalého Rakouského císařství, a Uherským královstvím. Po reformách z roku 1867 byly rakouské a uherské státy mocensky rovnocenné. Oba státy prováděly společnou zahraniční, obrannou a finanční politiku, ale všechny ostatní vládní schopnosti byly rozděleny mezi příslušné státy. Třetí složkou unie bylo Chorvatsko-slavonské království, autonomní oblast pod uherskou korunou, která v roce 1868 vyjednala chorvatsko-uherské vyrovnání. Po roce 1878 se Bosna a Hercegovina dostala pod rakousko-uherskou společnou vojenskou a civilní správu až do úplného anektování v roce 1908, což vyvolalo mezi ostatními mocnostmi bosenskou krizi.
Rakousko-Uhersko bylo jednou z ústředních mocností za první světové války, která začala rakousko-uherským vyhlášením války Srbskému království dne 28. července 1914. V době, kdy vojenské úřady dne 3. listopadu 1918 podepsaly příměří ve Villa Gusti, bylo již fakticky rozpuštěno. Uherské království a první Rakouská republika byly považovány za nástupce de iure, zatímco nezávislost západoslovanských a jihoslovanských států jako první Československá republika, druhá Polská republika a Království Jugoslávie, a dále většina územních požadavků Rumunského a Italského království, uznaly v roce 1920 také vítězné mocnosti.

## Dějiny

### Rakousko-uherské vyrovnání

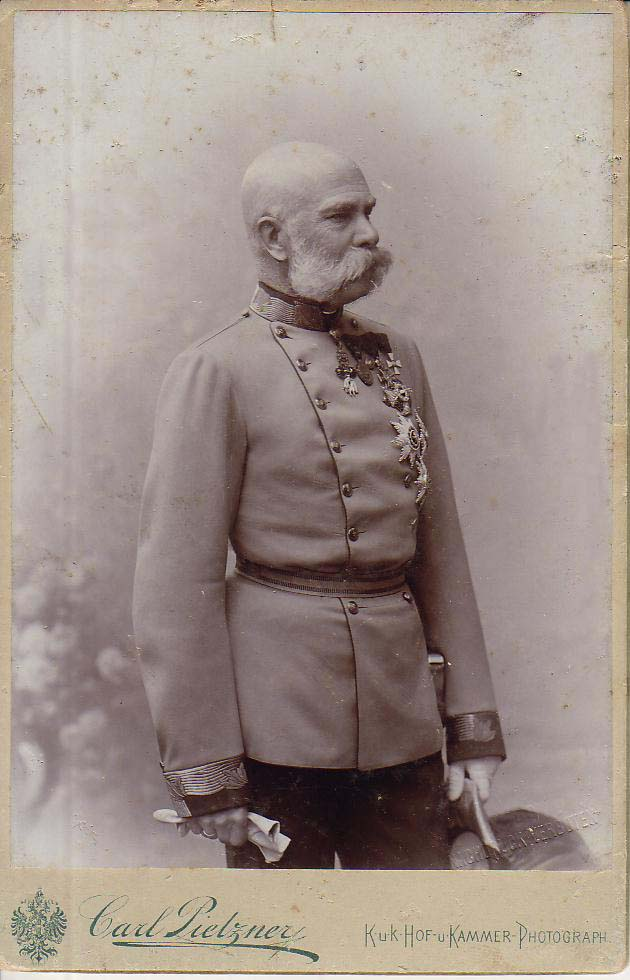
Císař František Josef I. vládl Rakouskému císařství od roku 1848, poté od roku 1867 Rakousko-Uhersku až do roku 1916, kdy zemřel (plných 68 let)

Po katastrofální porážce rakouské císařské armády ve válce proti Prusku v roce 1866 se znovu objevily obavy z dalšího povstání v Uhrách tak, jak se tomu již v nedávné minulosti několikrát stalo. Připomeňme, že evropská vlna revolucí v roce 1848 v tomto regionu nakonec vyústila v otevřenou válku mezi císařskými vojsky a povstaleckou uherskou armádou, kterou se podařilo relativně rychle zpacifikovat jen díky pomoci Ruska. I v následné době Bachova absolutismu rakousko-uherský konflikt dál bublal pod povrchem a projevoval se občasnými projevy občanské neposlušnosti. Rakouská zahraniční politika se od padesátých let potácela od jednoho neúspěchu k druhému a o úspěších na bitevním poli se rozhodně také nedalo mluvit. Nakonec po prohrané Prusko-rakouské válce se vlivným politickým kruhům zdálo výhodné uklidnit vnitropolitickou situaci rozsáhlou autonomií Uherska. Národnostní struktura obou polovin říše byla podobná – v obou existoval politicky dominantní a početně nejsilnější národ, v Uhrách Maďaři a v Rakousku Němci, ale ani jeden z těchto národů ve „své“ části říše neměl nadpoloviční většinu. Tento způsob rozdělení Rakouského císařství se začal nazývat dualismem. Po vytvoření dualistické monarchie se tyto dva národní živly mohly podporovat bez vzájemné animozity. Dne 20. března 1867 uherský parlament schválil všech 69 článků vyrovnání a říše tím byla rozdělena na tzv. Země v říšské radě zastoupené (neoficiálně Předlitavsko) a Země koruny svatoštěpánské (neoficiálně Zalitavsko). Vše bylo potvrzeno korunovací císaře Františka Josefa I. za uherského krále v Budíně 8. června 1867. Od roku 1868 se tato monarchie nazývala Rakousko-Uhersko.
Vyrovnání bylo veřejností v monarchii přijato rozporuplně. Pro podstatnou část občanů maďarské národnosti byla autonomie Uher nedostatečná, mnozí si totiž představovali úplné odtržení od rakouské části státu, nebo další koexistenci formou konfederace, zatímco mnohým politikům z Rakouska bylo proti mysli samotné dualistické státní zřízení, tedy zánik relativně centralizovaného státu.
Mezi slovanskými národy vyrovnání zase oživilo naděje na vlastní autonomii. V září 1868 bylo přijato chorvatsko-maďarské vyrovnání, které zajistilo částečnou autonomii Chorvatsko-Slavonska v rámci Uher. Podobně začalo být připravováno i rakousko-české vyrovnání. Císař František Josef I. se při své návštěvě Prahy roku 1868 osobně pokoušel o dohodu s českými zástupci. O tři roky později pověřil hraběte Karla Siegmunda von Hohenwarta vytvořením vlády (vláda Karla von Hohenwarta), která se pak pokoušela o dohodu s Čechy. Čeští političtí představitelé sestavili fundamentální články jako základ pozdějšího vyrovnání. Požadavky v nich obsažené však vyvolaly odpor jak u uherského ministerského předsedy Andrássyho, který se obával snížení významu rakousko-uherského vyrovnání a podobně představitelé rakouských Němců se cítili ohroženi růstem vlivu slovanských národů. Nakonec panovník jednání o česko-rakouském vyrovnání zastavil. Vídeňská vláda, oslabená po prohrané válce, naopak vyšla vstříc polským obyvatelům Haliče, kde byla rozšířena autonomie země, polonizováno školství a soudnictví a vláda se rozrostla o jednoho ministra pro haličské záležitosti.

### Zakladatelské období

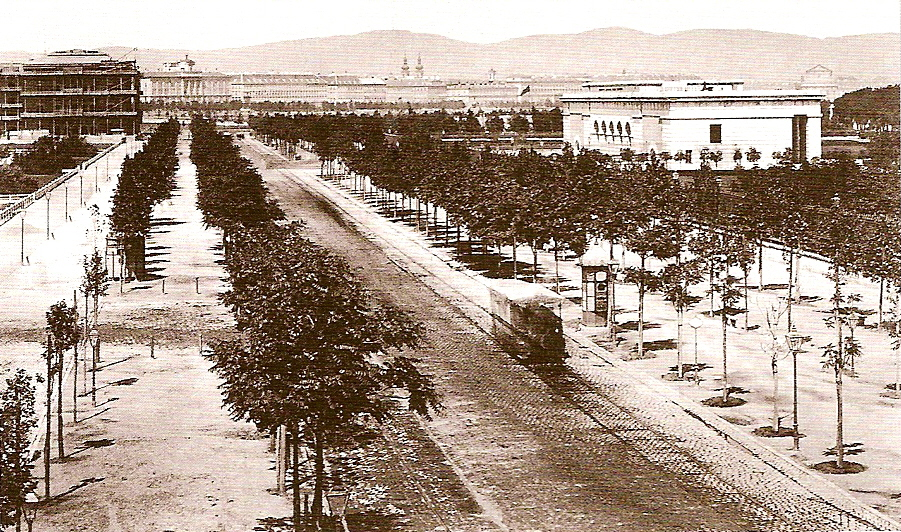
Rozestavěná vídeňská Ringstraße v roce 1872

Po vyrovnání nastoupila v Uhrách liberální vláda v čele s ministerským předsedou Gyulou Andrássym starším, která stála před úkolem modernizovat politicky i ekonomicky značně zaostalý region. Znovu zavedla některé zákony pocházející ještě z období uherské revoluce z roku 1848, kterými posílila charakter občanského státu a usnadnila vydávání novin a časopisů. Na druhou stranu byla nadále znemožněna účast v obecních volbách osobám, jež spadaly do moci nadřízeného, což byli např. sluhové, zemědělští dělníci nebo nádeníci. Těžko vymahatelné bylo i spolčovací a shromažďovací právo. Tyto nedemokratické rysy znevýhodňovaly především národnostní menšiny, jež tvořily nejpočetnější část chudiny. Další nutnou reformou byla modernizace školství, jelikož negramotnost u mužské populace k roku 1869 dosahovala 59 procent a u ženské dokonce 79 procent.
Země se po prohrané prusko-rakouské válce rychle vzpamatovala, protože bismarkovské Prusko nemělo zájem na nestabilitě svého jižního souseda, vyžadovalo proto jen nízké válečné reparace a dokonce si v mírové smlouvě vynutilo lepší železniční spojení obou zemí. V ekonomické i společenské vyspělosti byl obecně v různých oblastech monarchie značný nepoměr. Například Sčítání lidu 1910 v Rakousku-Uhersku odhalilo, že zatímco v Čechách tvořili negramotní jen 3 % populace, tak v Chorvatsku to bylo plných 60 %. V rakouských zemích, především v Čechách, Moravě, Slezsku a na území dnešního Rakouska docházelo k prudkému rozvoji průmyslu i nové dopravní infrastruktury, zejména železnic, ale i říční nákladní plavby. V Uhrách se průmyslový rozvoj soustředil především v centrální oblasti v okolí Budapešti a v některých částech nynějšího Slovenska. V Předlitavsku se průmysl rychle dral na místo rozhodujícího ekonomického odvětví, Zalitavsko nadále hrálo roli zejména producenta a vývozce agrárních produktů. Nakonec i většina uherského průmyslu spadala do výroby zemědělských strojů, nástrojů a potravinářství.

Rakousko-uherská obchodní vlajka (1869–1918)

Hospodářský růst dále akceleroval po skončené prusko-francouzské válce, po které si v mírové smlouvě Prusko vymohlo na Francii válečné reparace v astronomické výši. Příliv těchto levných peněz ovlivňoval též situaci v habsburské monarchii. Léta 1867–1873 bývají nazývána gründerským (zakladatelským) obdobím. V monarchii byly zakládány stovky akciových společností a desítky bank. V této době též vrcholila doba objevitelských cest k dosud neznámým končinám severských a jižních oblastí Země a u nových objevů stálo též Rakousko-Uhersko. V letech 1871 a 1872 byly vyslány dvě průzkumné výpravy do Arktidy, přičemž ta druhá objevila v létě 1873 nejsevernější souostroví, kterému objevitelé dali název Země Františka Josefa. Na palubě paro-plachetního škuneru Admiral Tegetthoff, který byl k severu vyslán (a sama loď byla při plavbě zničena), byla řada Čechů a českých Němců, díky čemuž dnes na mapě souostroví dodnes nalezneme několik českých jmen. Ostrovy se nestaly součástí Rakousko-Uherska, protože výprava byla financována ze soukromých zdrojů.
9. května 1873 došlo k zhroucení akciového trhu ve Vídni. Krach na vídeňské burze se stal počátkem hospodářské krize, která drtivě zasáhla většinu zemí světa. Krize zasáhla zejména strojírenství a těžký průmysl. V Čechách došlo k propadu výroby surového železa a litiny o 65 %. Uhry odvrátily hrozbu státního bankrotu jen díky půjčce od Rothschildova bankovního konsorcia za značně nevýhodných podmínek. Krize v monarchii doznívala až koncem 70. let.

### Velká východní krize
V létě 1875 vypuklo v Hercegovině Hercegovské povstání křesťanského obyvatelstva proti osmanské moci. Osmanská říše byla na Balkáně ve stádiu postupného rozkladu již od začátku 19. století. Povstání využilo Srbsko s Černou Horou a obě země vyhlásily Osmanské říši válku. Tím začala Velká východní krize. Přes velkou materiální pomoc Ruska stálo vojenské štěstí spíš na straně Turků. Úplné porážce Srbska zabránilo diplomatické jednání evropských velmocí, které sice formálně spolupracovaly, ve skutečnosti však hájily především své imperiální pozice a šly tak v podstatě proti sobě. Nakonec Rusko po tajné dohodě s Rakousko-Uherskem vyhlásilo válku Turecku. Výměnou za rakouskou přátelskou neutralitu souhlasilo Rusko s rakousko-uherskými zájmy na Balkáně. V rámci mírové smlouvy mezi Tureckem a Ruskem tak Rakousko-Uhersko získalo do správy Bosnu a Hercegovinu, kterou od roku 1878 vojensky okupovalo. Ačkoliv oblast byla nadále formálně součástí Osmanské říše, faktickým suverénem zde byla právě habsburská monarchie.
Velká východní krize a následná okupace Bosny a Hercegoviny vzbudila velkou pozornost u ostatních slovanských národností v monarchii a např. český tisk vyvolával mezi lidmi vlny národních vášní, byl podporován bosenský slovanský odboj a intervenující ruská armáda. Národností požadavky a jejich odmítání jinými zájmovými skupinami v rakousko-uherské politice se stávaly hlavním zdrojem vnitřních rozporů v monarchii, přičemž spory česko-německé byly nejvážnějším z těchto konfliktů.[zdroj⁠?!]

### Vzájemné vztahy rakousko-uherských národů

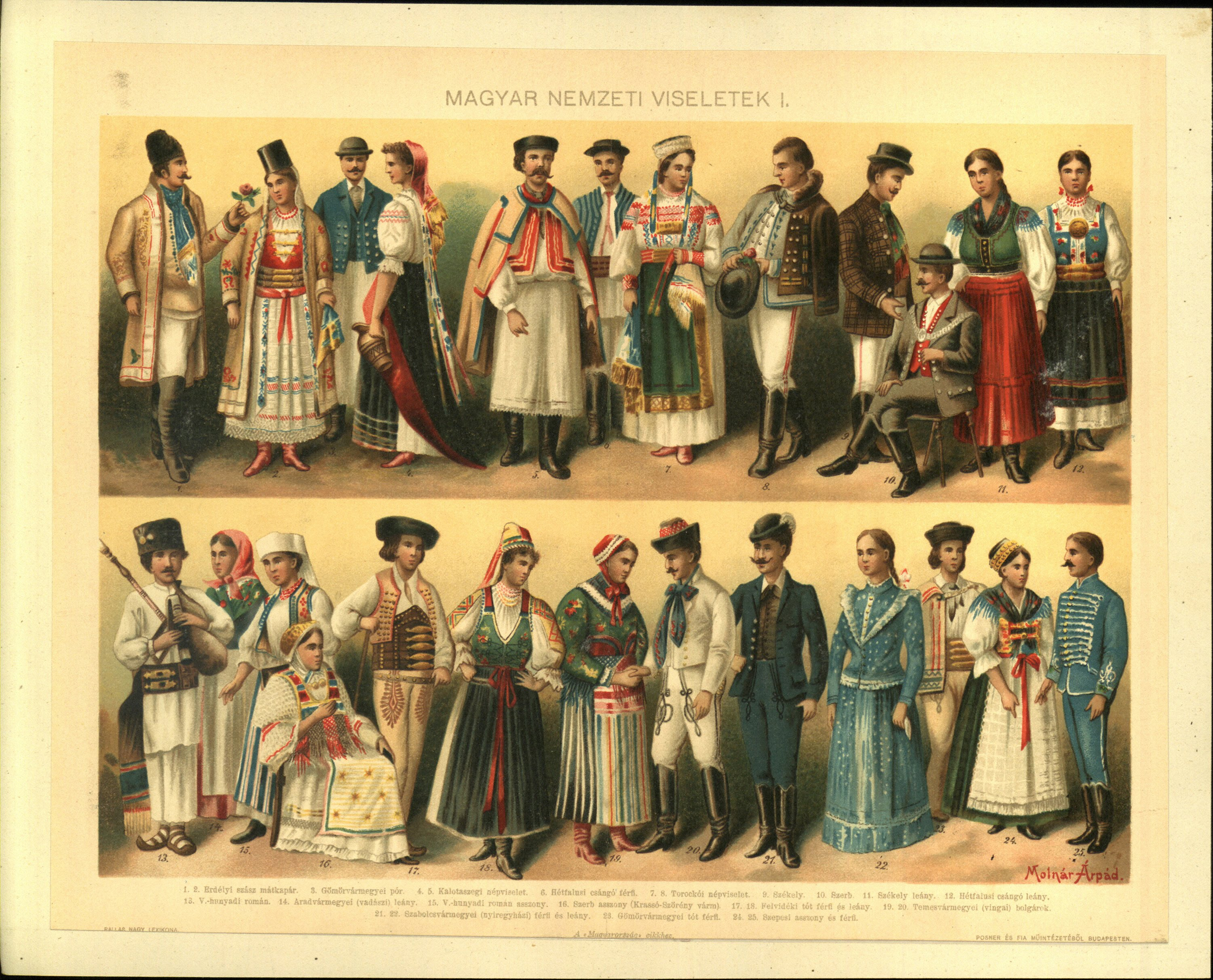
Tradiční kroje obyvatel Uherska z konce 19. století

V Předlitavsku se situace neněmeckých národů poněkud a s výkyvy zlepšovala. Roku 1880 byla přijata Stremayrova jazyková nařízení (Karl von Stremayr byl v té době předlitavským ministrem spravedlnosti), která nařizovala státním úřadům na česká podání odpovídat též česky, ale vnitřní agenda zůstávala dál jen německá. Roku 1897 byla přijata Badeniho jazyková nařízení, která nařizovala státním úředníkům vést i vnitřní agendu v jazyce prvního podání. Tím bylo vyžadováno, aby úředníci museli ovládat oba jazyky. Reforma vyvolala ostrý odpor německých liberálů a národovců v Říšské radě, na jejichž nátlak byla nakonec vláda Kazimíra Badeniho odvolána. Následující vláda Paula Gautsche se pokusila zmírnit spory Gautschovými jazykovými nařízeními, která jazyk vnitřní agendy určovala podle toho, který jazyk měl v daném okresu mezi obyvatelstvem většinu. Nakonec však byla i tato nařízení odvolána v platnosti zůstala zákonná úprava z doby před rokem 1897. Spor kolem jazykových reforem vedl k dalšímu ochlazení vzájemných česko-německých vztahů.
Situace menších národů v Zalitavsku byla o poznání horší. Po Andrássyho vládě (skončila roku 1871) se vystřídalo několik dalších slabších vlád. Po krizovém roku 1873 se politická situace stabilizovala a roku 1875 nastoupila vláda ministerského předsedy Kálmána Tiszy, který ve funkci vydržel celých 15 let. Tato vláda se sice úspěšně snažila stabilizovat veřejné finance a systém dualismu, na druhou stranu pokračovala v maďarizačním tlaku na ostatní národy. Již roku 1874 byla např. zahájena likvidace slovenských gymnázií, která byla dokončena roku 1875. Téhož roku byla zastavena činnost Matice slovenské. Byl omezován národnostní zákon z roku 1868, ale též se vytvářelo zákonodárství namířené proti služebnictvu a dělnictvu. Na základě ústavní teorie o jednotném Uherském politickém národě, bylo maďarizováno školství. Učitelé museli maďarštinu ovládat a vyučovat na základních školách. Výsledkem často bylo, že učitelům prakticky nezbýval čas na výuku ostatních předmětů. Tento útlak se týkal i autonomního Království chorvatsko-slavonského, jelikož míra autonomie nebyla příliš široká. Po násilném potlačení chorvatského národního hnutí roku 1883 zde ve funkci bána nastoupil Károly Khuen-Héderváry, který zde vládl s pomocí volebních machinací až do roku 1903. Khuen využíval sporů mezi Chorvaty a Srby a vládl zde tvrdou rukou v prakticky absolutistickém režimu. Jistých politických úspěchů dosáhl krátkodobě v uherském sněmu i antisemitismus. Méně početné národy měly v Uhrách po právní i faktické stránce stále více postavení pouhé etnické komunity odsunuté na politický i ekonomický okraj společnosti, a to ačkoliv v početním součtu tvořily větší podíl obyvatelstva než lidé hlásící se k maďarské národnosti. Svou roli zde hrály výchozí podmínky z roku 1867, který zastihl např. Slováky na podstatně nižším stupni národního uvědomění a politického vlivu než Čechy v předlitavské části monarchie.
V národnostních sporech se negativně projevoval vliv státního dualismu. Vlivné skupiny německorakouských a maďarských politiků si dovedly dlouhodobě zajišťovat majoritní vliv ve „svých“ částech monarchie a na tomto stavu neměly zájem mnoho měnit. Ve vnitropolitickém pnutí hrálo též roli soupeření mezi Budapeští a Vídní o dominantní postavení v říši. Ovšem dualismus vnímali jako brzdu vývoje jak později zavražděný následník trůnu František Ferdinand d'Este, tak i skutečný nástupce Františka Josefa I. Karel I. Oba měli v plánu přebudovat politické zřízení státu na federaci autonomních států v rámci monarchie, přičemž federalizováno mělo být i dosud státoprávně celistvé území Uher. Neměli však příležitost své plány zrealizovat.
Vnímat Rakousko-Uhersko coby „vězení národů“, je ale přehnané. Postavení menších národů v monarchii bylo proto nesrovnatelně lepší, než v jiných mnohonárodních státech své doby (například arménská genocida během první světové války v Osmanské říši). V případě polského etnika se města Lvov a Krakov v rakouské Haliči stala relativně svobodnými duchovními centry polského národa, přičemž v částech Polska, jež byly zabrány Německem či Ruskem, museli Poláci vzdorovat tvrdému germanizačnímu, resp. rusifikačnímu nátlaku a cenzuře. Proto Poláci na počátku první světové války nejprve inklinovali k rakouské straně proti Rusku, s nímž měli z uplynulého století velmi špatné zkušenosti. Nakonec podstatná část příslušníků slovanských národů brala existenci Rakousko-Uherska jako danou věc a místo aktivního odporu proti tomuto státu, volili spíš pasivitu. Situace jednotlivých národností v Rakousku-Uhersku se navíc lišila, ať už kvůli odlišnému politickému systému v předlitavské a zalitavské části, tak kvůli vzájemné animozitě mezi některými menšími národy samotnými. Vzájemnou nedůvěru k sobě pociťovali Srbové a Chorvati, špatné byly vztahy jihoslovanských národů k Italům, kteří zvláště v Istrii a Dalmácii patřili k ekonomicky dominantním vrstvám společnosti. Je známo také mnoho případů napadání židů ze strany Čechů.

### Rakousko-uherská zahraniční politika vůči Srbsku

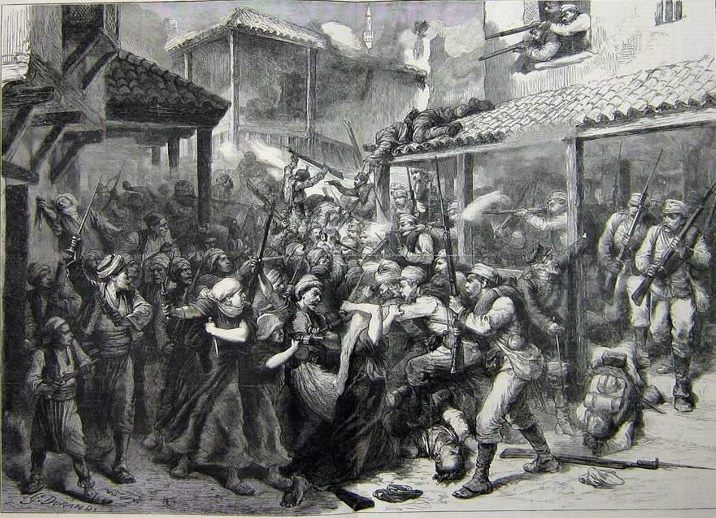
Odpor muslimských Bosňáků během bitvy o Sarajevo v roce 1878 proti rakousko-uherské okupaci

Konečným momentem Velké východní krize byl v létě 1878 svolaný Berlínský kongres, který upravoval předchozí Sanstefanskou mírovou smlouvu, která ukončila válku mezi Ruskem a Tureckem. Výsledkem kongresu byla stabilizace nových hranic na Balkáně. Přes nemalé územní zisky vnímalo Rusko výsledky kongresu jako svou porážku. Kongres ale pomohl zajistit relativní stabilitu v regionu na dalších mnoho let. Prostor, který postupně na Balkáně uvolňovala Osmanská říše, se stával místem skrytého soupeření evropských velmocí, ve kterém Rakousko-Uhersko hrálo jednu z klíčových rolí.
Centrem tohoto soupeření se stalo Srbské království. Tento mladý stát, který si těžce vydobýval samostatnost již od začátku 19. století byl tradičně silně ekonomicky vázán na Rakousko-Uhersko, jelikož do této země směřovala většina srbského vývozu a odtud pocházela i většina dovozu. Srbský král Milan Obrenović uzavřel roku 1881 s Rakouskem-Uherskem tajnou politickou a obchodní dohodu, ve které se pro Srbsko vzdal nároku na Bosnu a Hercegovinu a též se zavázal, že Srbsko nebude uzavírat žádné smlouvy s dalšími státy bez předběžného souhlasu Vídně. Tyto dohody musely být tajné proto, že srbské obyvatelstvo mělo ve většině k rakouské monarchii negativní vztah a cítilo silnou náklonnost k Rusku. Zveřejnění těchto dohod o 12 let později vyvolalo mohutnou bouři nevole. Austrofilská státní zahraniční politika pokračovala dál až do roku 1903, kdy byl spáchán atentát na krále Alexandra Obrenoviće a jeho ženu.
Srbské království pod vedením nového krále Petra I. Karađorđeviće se zahraničněpoliticky přeorientovalo zejména na Rusko a Francii, což v Rakousko-Uhersku vyvolalo nevoli, jež se dále stupňovala kolem otázky budování nových železnic, které měly svým trasováním posílit vliv podunajské monarchie na Balkáně, zatímco Rusko s pomocí francouzského kapitálu prosazovalo zcela jiné vedení nových tratí. K dalšímu zhoršení vzájemných vztahů vedl fakt, že se Srbsko rozhodlo odebírat vojenský materiál z Francie, zatímco dříve bylo hlavním dodavatelem Rakousko-Uhersko. Spor vedl až tak daleko, že Rakousko-Uhersko vyvolalo roku 1906 prasečí válku (obchodní válka), ve které Srbsko překvapivě uspělo a vzájemné vztahy pak byly normalizovány až roku 1911.

### Konzervativní éra vPředlitavsku a období politické stability vUhrách

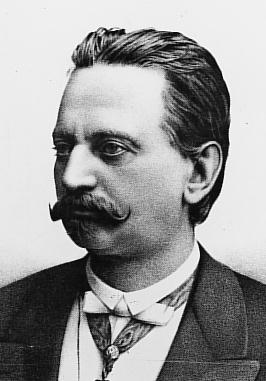
Vláda Eduarda Taaffeho přinesla kromě stabilizace ekonomiky a politiky též zlepšení postavení češtiny u rakousko-uherských úřadů

V Předlitavsku se se zpožděním dostavily politické následky hospodářské krize započaté krachem na vídeňské burze z roku 1873. Krize a následná stagnace hospodářství podlomila důvěru v liberální kapitalismus předchozí éry všeobecné konjunktury a s koncem důvěry skončila též dominance liberálních německých stran (Ústavní strana) v Říšské radě. Roku 1879 nastoupila konzervativně-federalistická vláda Eduarda Taaffeho, která vydržela u moci 14 let. Taaffe se v Říšské radě opíral též o podporu staročeské strany (a dalších českých státoprávně orientovaných proudů, sdružených v Říšské radě do Českého klubu), jejíž zástupce po jejich mnohaletém bojkotu přivedl do poslaneckých lavic. Na jejich žádost byla přijata Stremayrova jazyková nařízení, která rozšířila používání Češtiny v rakouských úřadech. Volební reformou roku 1882 byl snížen volební cenzus ve dvou kuriích na 5 zlatých a tím rozšířen okruh oprávněných voličů o malopodnikatelské vrstvy.
V této době též dosahovalo prvních úspěchů dělnické hnutí, které se v průběhu 70. let institucionalizovalo v podobě jednotlivých národních odnoží rakouské Sociálně demokratické strany. Byly položeny základy sociálního státu v podobě úrazového a zdravotního pojištění a dalších zákonných prostředků k ochraně dělnictva. Vídeňský císařský dvůr ale v té době – roku 1889 – zasáhla též chmurná zpráva o sebevraždě následníka trůnu Rudolfa, syna Františka Josefa I. Éra vládnutí Eduarda Taaffeho je spojena s politickou i hospodářskou stabilitou, která se ale na přelomu 80. a 90. let vytratila. Příčinou byla neschopnost zásadně vyřešit spory mezi centralistickým a federalistickým pojetím státu a spory mezi Čechy a Němci. Konzervativně-liberální staročeská strana byla ve volbách do Říšské rady roku 1891 drtivě poražena, zato velký úspěch měli radikálnější národně-demokratičtí mladočeši. S demisí Eduarda Taaffeho v roce 1893 tak skončilo klidné období a předlitavská politika se propadla do opakovaných krizí.
V Uhrách zatím vrcholila opožděná průmyslová revoluce. Železniční síť se v letech 1867–1890 z původních 2200 km zpětinásobila, aby nakonec k roku 1913 dosáhla 22 tisíc kilometrů. Vyrostla zde řada průmyslových závodů, Uhry přesto zůstávaly především agrární zemí – průmysl zde k roku 1910 zaměstnával 18 % lidí, vytvářel ale čtvrtinu národního důchodu. Přes až šestiprocentní roční růst průmyslu a dvouprocentní růst v zemědělství se vize rychlého dohnání tehdejších vyspělých ekonomik nedařila naplnit a Uhry zůstávaly na úrovni 40–50 % britských a 80 % předlitavských hodnot ukazatelů národního důchodu na obyvatele. I zde byla roku 1880 založena první dělnická strana, která se musela potýkat s nepříznivou legislativou, kvůli které např. pracovní doba dosahovala i 16 hodin denně. Roku 1890 rezignoval na post ministerského předsedy Kálmán Tisza, po jehož rezignaci následovalo období permanentní politické krize, podobně jako v Předlitavsku, na rozdíl od něj však Tiszovou rezignací končilo období liberální politiky.

### Rakousko-Uhersko vsystému evropských mezistátních vztahů

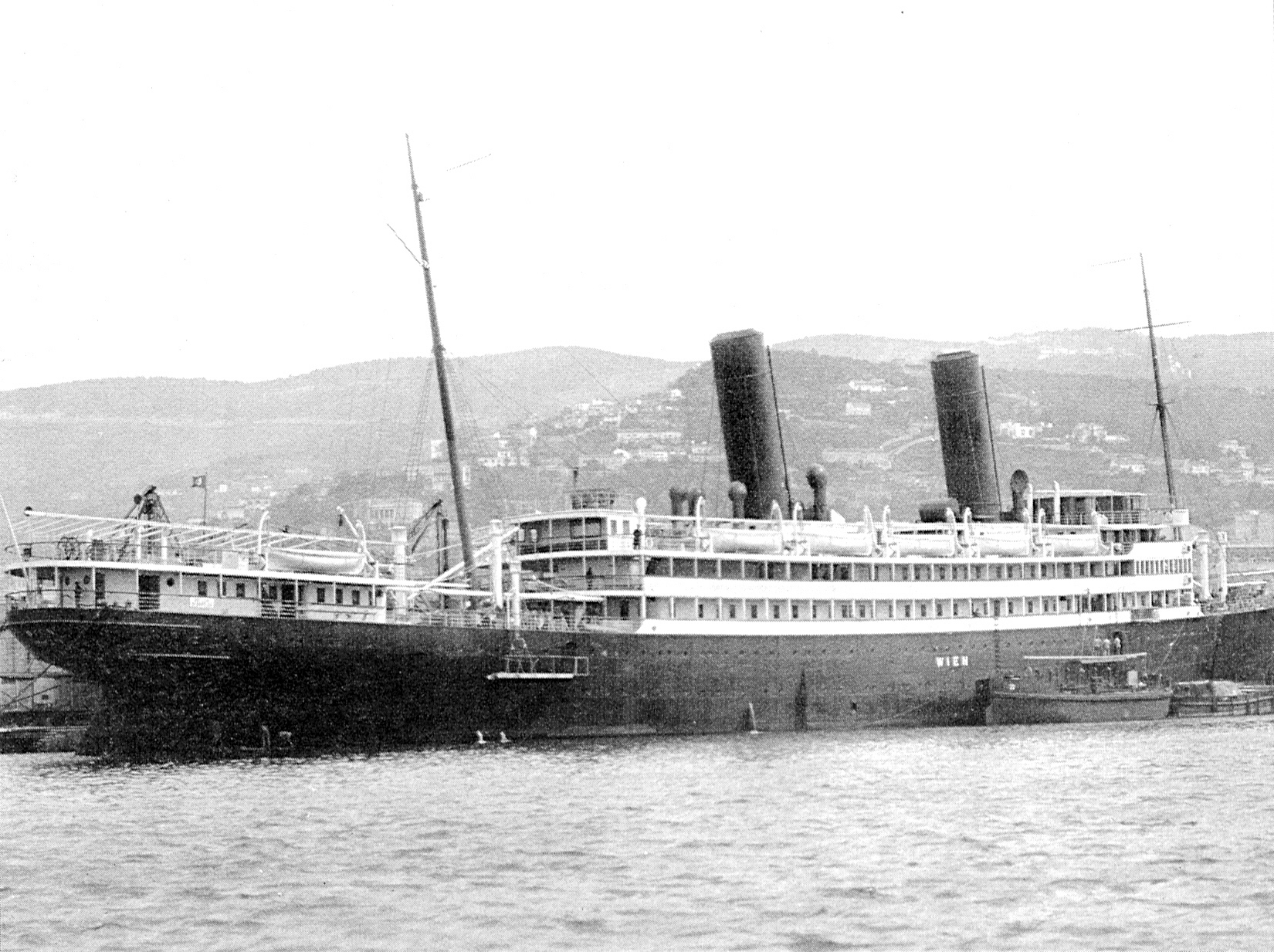
SS Wien (7 357 BRT) byla jednou z největší rakouských osobních lodí, sloužila k výletům do Orientu

Roku 1879 byla uzavřena obranná vojenská dohoda s Německým císařstvím nazývaná Dvojspolek, která patřila do řetězce Bismarckových tajných i veřejných smluvních vztahů mezi evropskými mocnostmi, jež měly zajistit dlouhodobý mír. K těmto smlouvám též patřila Aliance tří císařů o společném postupu Ruska, Německa a Rakousko-Uherska v oblasti Balkánu. Tato aliance se ale roku 1887 rozpadla. Dvojspolek byl roku 1882 rozšířen přistoupením Itálie, čímž vznikl Trojspolek, se kterým bylo později přechodně provázáno též Srbsko a Španělsko. Německý kancléř Bismarck uzavřel různé obranné smlouvy též s dalšími velkými evropskými hráči. Po Bismarckově odchodu z politiky roku 1890 kvůli neshodám s novým německým císařem Vilémem II. se smluvní vztahy začaly postupně rozpadat a polarizovat.
Původní nepřehledná směsice nejrůznějších mezinárodních smluv, které různými způsoby propojovaly všechny významné evropské země, se postupně redukovala na dva základní vojensko-politické bloky, na nesourodou Dohodu na straně jedné, která sdružovala zejména Rusko, Velkou Británii a Francii. Tato Dohoda stála proti původně obrannému Trojspolku v čele s Německem.
Rakousko-Uhersko hrálo v tomto procesu významnou roli kvůli svým aspiracím na Balkáně. Již od roku 1878 se monarchie chystala okupovanou Bosnu a Hercegovinu přímo anektovat a po územních ztrátách, které císař musel podstoupit v 19. století, by tak jeho země přišla ke značnému územnímu zisku. Tyto rakouské aspirace však narážely na zájmy Ruska a jeho nového chráněnce – Srbska. Rakousko-Uhersko se k anexi Bosny rozhodlo roku 1908 – ve chvíli, kdy Turecko bylo oslabeno mladotureckou revolucí. Stejné příležitosti využilo i Bulharsko, které se později stalo významným rakousko-uherským vojenským spojencem. Rusko by sice s anexí souhlasilo, ale kladlo si své podmínky, jenže Rakousko-Uhersko tento akt vyhlásilo ve chvíli, kdy vyjednávání s Ruskem teprve začínala a carský ministr zahraničí byl postaven rovnou před hotovou věc. Rusko-rakouské vztahy silně ochladly.
Roku 1912 vyhlásily malé balkánské státy válku Osmanské říši s cílem získat další území na úkor tohoto slábnoucího impéria. Koalice Bulharska, Srbska, Černé Hory a Řecka dosáhla rychlého vítězství a všechny státy se na něm územně obohatily. Rakousko-Uhersko zde ale podporou vzniku albánského státu zabránilo tomu, aby Srbsko získalo přístup k Jaderskému moři. Krátce po uzavření míru došlo mezi dřívějšími spojenci k roztržce o rozdělení území Makedonie a tak byla roku 1913 vyhlášena druhá balkánská válka, ve které se Bulharsko snažilo získat větší díl Makedonie. V této válce Rakousko-Uhersko podporovalo právě Bulharsko, které ale ve válce proti Srbsku a dalším spojencům brzy prohrálo. Na Balkánském poloostrově se tím vytvořil další zdroj mezistátního napětí. Itálie nakonec z Trojspolku vystoupila a tento pakt se pak přejmenoval na Centrální (či Ústřední) mocnosti.
V této době již mnozí evropští armádní velitelé, ale i někteří politici, mluvili o nevyhnutelnosti velké evropské války.

### Rozvoj země na přelomu století

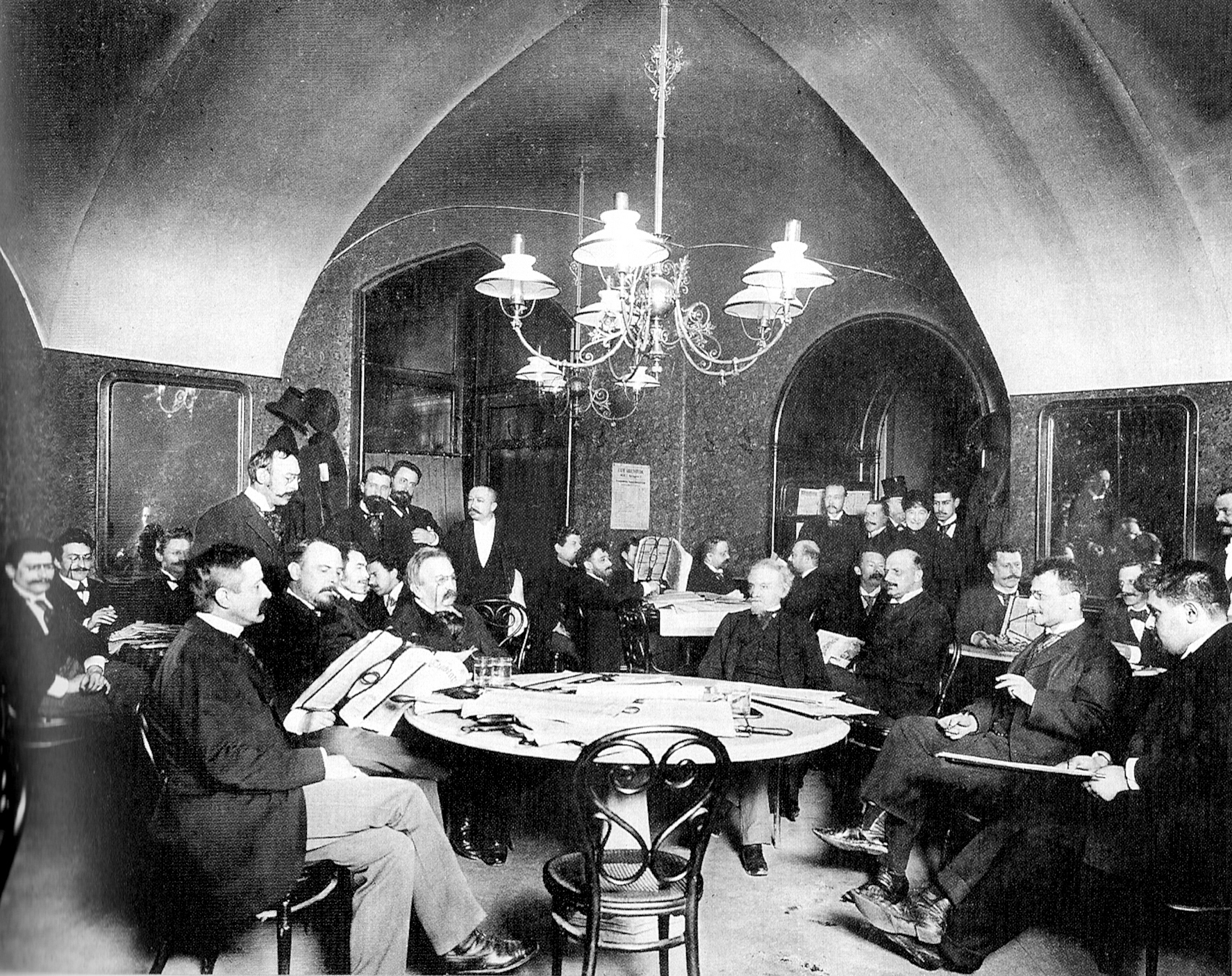
Vídeňská kavárenská společnost v roce 1897

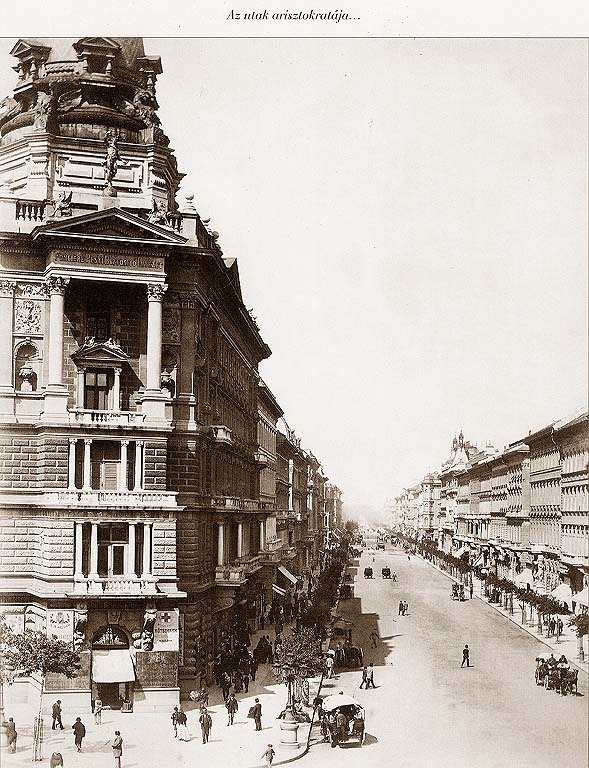
I Budapešť vypadala jako jedna ze světových metropolí

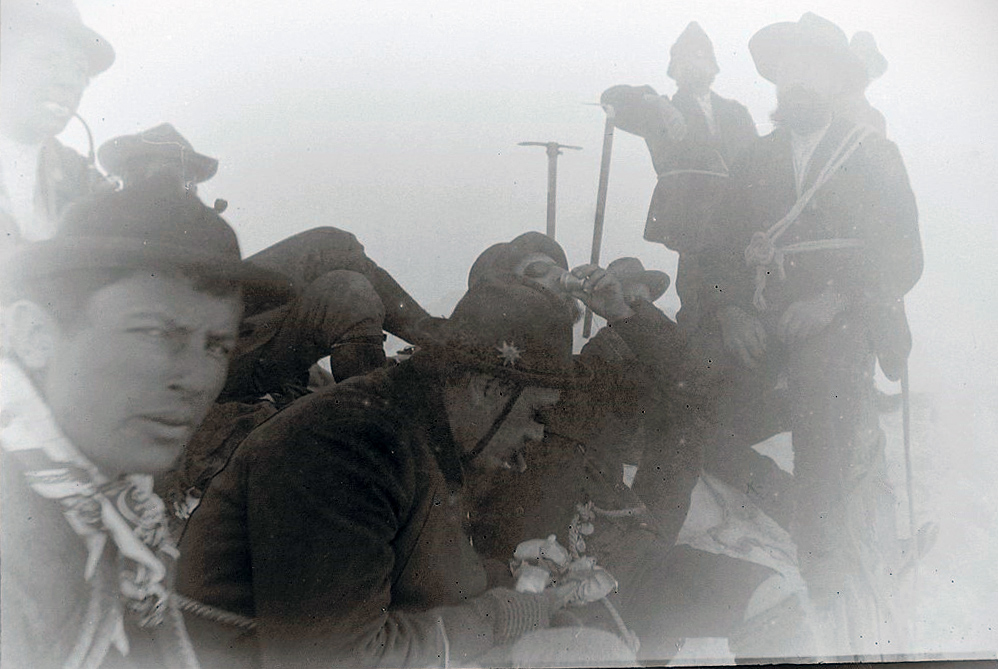
Rakouští horolezci v roce 1891 na vrcholu Ortleru, který byl se svými 3 905 m n. m. nejvyšším bodem Rakousko-Uherska

Období permanentní politické krize v obou částech monarchie nepřerušilo ekonomický i společenský vývoj v zemi. Ekonomika navzdory politice rostla a s ní i lidská populace. Rostla především průmyslová města, kam mířilo množství venkovského obyvatelstva za výdělkem. Zatímco ve 40. letech 19. století měla celá oblast budoucí ostravské aglomerace jen 12 tisíc obyvatel roztroušených do 23 obcí, k roku 1880 se jejich počet zvýšil na 32 tisíc a dalších 40 tisíc osob zde nacházelo zaměstnání. Moravské Brno na přelomu letopočtu překročilo stotisícovou hranici a Praha dvousettisícovou (s dalšími početnými předměstími dosahovala pražská aglomerace již půlmilionové hranice). Nic se však nevyrovnalo růstu obou hlavních metropolí – Vídně a Budapešti. Počet obyvatel Budapešti vzrostl v letech 1869–1910 z 270 tisíc na 880 tisíc a Vídně ze 431 tisíc v roce 1851 na 2,2 milionu. Vídeň v této době patřila mezi šest největších měst světa. Celkově se početní stav obyvatelstva Rakouska-Uherska v letech 1869–1910 zvýšil z 35 812 000 na 51 390 000 v roce 1910. V letech 1870–1913 rostlo HDP ročně zhruba o 1,76 %. Tento růst byl větší než v Británii (1 %), Francii (1,06 %), a Německu (1,51 %).
Vídeň byla jedním z nejvýznamnějších kulturních a vědeckých center své doby. Působil zde psycholog Sigmund Freud, hudební skladatelé Gustav Mahler nebo Johannes Brahms a řada dalších význačných osobností kultury. Vídeň již od dob oživení po prusko-rakouské válce přetvářeli vynikající architekti, jejichž urbanizační činnost podpořila kulturní vzepětí města a díky tomu se stala Vídeň přelomu století dodnes zajímavým fenoménem.
Ani Budapešť nezůstávala pozadu a v jejích nesčetných kavárnách se scházeli k debatám o umění či politice členové místní společnosti. I zde působila řada umělců, kteří od národního romantismu přecházeli k uměleckým formám ve stylu fin de siècle. U příležitosti tisíciletého výročí příchodů Maďarů bylo otevřeno metro v Budapešti (první elektrická podzemní dráha, teprve druhá trasa metra na světě).
Přelom 19. a 20. století byl také obdobím největšího rozmachu spolkového života. Spousty členů nabíraly spolky okrašlovací, muzejní, divadelní, tělovýchovné a další, z nichž mnohé již roky existovaly, řada dalších byla zakládána. Lidé se též sdružovali v četných neformálních stolních společnostech nebo různých sportovních družstvech.
V souvislosti s Badeniho volební reformou v Předlitavsku z roku 1896, kdy se možnost volit rozšířila na podstatnou část obyvatelstva, se zkonsolidovala česká odnož sociální demokracie a začala získávat značný politický vliv a s ní sílily i profesní odborové organizace. Českoslovanská sociálně demokratická strana dělnická byla provázána s rakouskou sociální demokracií se sídlem ve Vídni. Od roku 1893 byla českoslovanská sociální demokracie samostatnou politickou stranou. Národní sociálně demokratické strany v Předlitavsku se sdružovaly ve volné federaci s šesti členy, včetně německých odnoží. V Uhrách byla sociální demokracie založena roku 1890. Ačkoliv se i v neněmeckých sociálních demokraciích draly napovrch národnostní požadavky, přesto zůstávaly jedněmi z mála celorakouských organizací, které nevnímaly německý živel apriori negativně a v samotné existenci Rakousko-Uherska nenalézaly příčinu nějakého útisku. Tím šly ale značně proti proudu myšlení podstatné části společnosti, což mělo za následek odštěpení nacionálně radikálnější socialistické frakce.
Od roku 1905 se zintenzivnil boj o všeobecné a rovné volební právo v Předlitavsku, podle kterého bylo do Říšské rady nakonec poprvé voleno ve volbách roku 1907. Předpokládané zklidnění politické situace se však nekonalo. V roce 1908 došlo k dlouho připravované a dlouho odkládané anexi Bosny a Hercegoviny, která kromě velkého mezistátního napětí rozbouřila i vnitropolitickou scénu. V této nové zemi se totiž nacházela pestrá směsice národností a náboženství. Chorvati anexi přivítali, protože se bosenští Chorvati dostali do společné země, zatímco Srbové nikoliv, jelikož samostatné Srbsko již za hranicemi monarchie existovalo. Představitele dalších slovanských národů dráždila nerozhodnost císařské správy, která si nevěděla rady s tím, kam Bosnu zařadit, jestli k Předlitavsku nebo Zalitavsku. V obou částech monarchie totiž panovala obava z růstu slovanského živlu, který by se přičleněním k jedné nebo druhé části státu stal v této části početně dominantním. Občané Bosny a Hercegoviny zůstávali v postavení neplnoprávných zemských příslušníků. Přes značné investice do nové země, přes růst vzdělanosti a snahu přiblížit tento orientální svět západním životním standardům, rostlo i zde nacionální napětí.
To nakonec rostlo i v ostatních částech monarchie. Po anexi se s myšlenkou smysluplnosti rakousko-uherské monarchie rozloučil jeden z posledních významných představitelů austroslavismu – Tomáš Garrigue Masaryk. Němečtí a čeští nacionalisté se předháněli v útocích na druhou národnost. V příručce pro členy tělovýchovného Sokola z přelomu století nalezneme doporučení, aby Sokolové úplně odmítali jakoukoliv komunikaci v němčině, jakož i nakonec v jiných jazycích, odmítali veškeré nečeské zboží apod. Naproti tomu němečtí nacionalisté přednášeli v Říšské radě takřka vlastizrádné projevy, z nichž jeden dokonce skončil provoláním „Pryč s Habsburky“, po kterém zfanatizovaní němečtí radikální poslanci povstávali a hrdě se prohlašovali za vlastizrádce. Ve slovenské obci Černová se při vysvěcování kostela obyvatelstvo dožadovalo, aby mši vedl místní rodák Andrej Hlinka, který byl však v té době odsouzen za pobuřování. Došlo k nepokojům, při kterých uherští četníci zastřelili 15 lidí a řadu dalších zranili. Neštěstí vzbudilo pobouření v zahraničí a přispělo k dalšímu sblížení českého a slovenského národa. Mnozí slovanští myslitelé v té době též uvažovali o spojení slovanských území s carským Ruskem (panslavismus), tedy o tom snili především ti, kteří neměli možnost se seznámit s realitou ruského samoděržaví. O spojení dnešního Rakouska a českých zemí s Německým císařstvím snili zase pangermanisté, mnozí Maďaři snili o samostatných Uhrách, Poláci o obnově svého historického státu a Rumuni a Jihoslované o připojení k již existujícím národním státům za jižními hranicemi monarchie. V předvečer 1. světové války bylo nakonec víc elementů, které si další existenci Rakousko-Uherska nepřály, než těch, které si přály jeho zachování, a říše se zmítala v nekončících bezcílných bouřlivých národnostních svárech.

### První světová válka

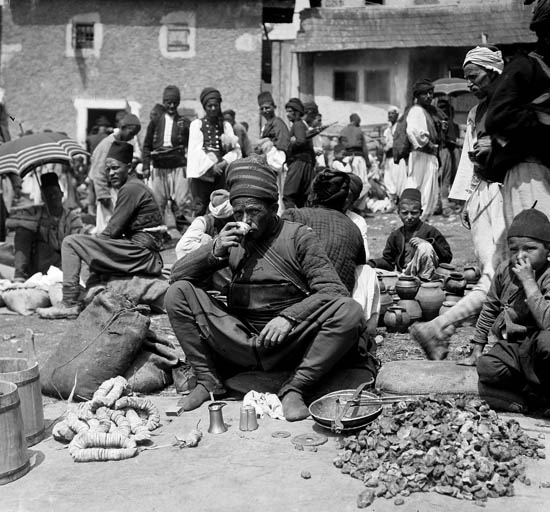
Místní trh v Bosně kolem roku 1906

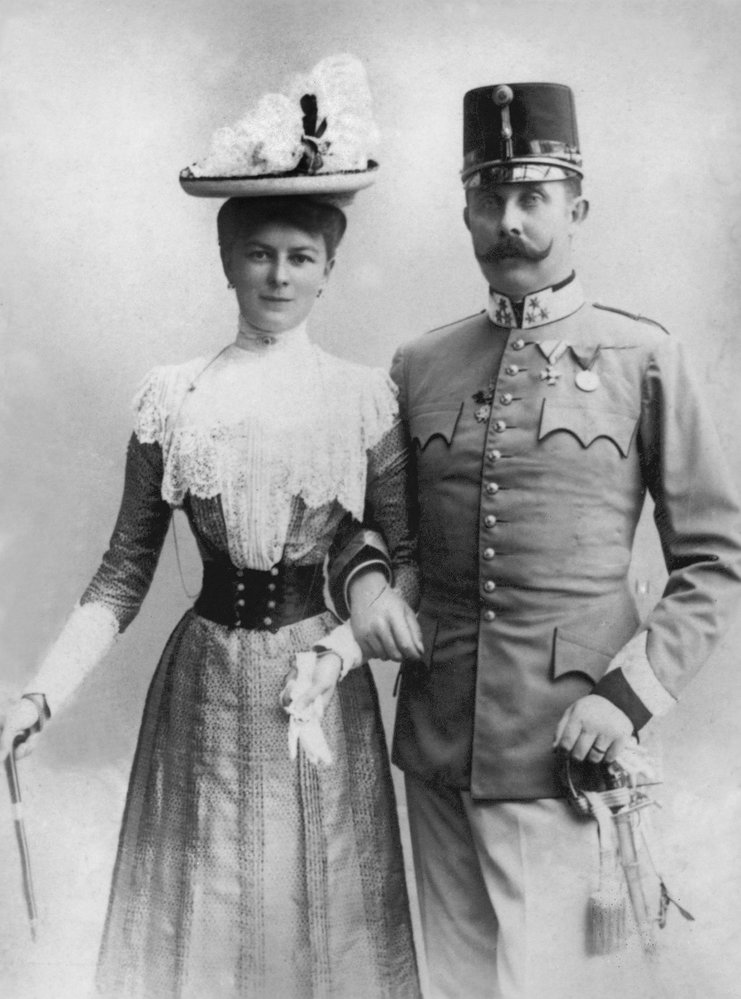
František Ferdinand d'Este a jeho manželka česká šlechtična Žofie Chotková

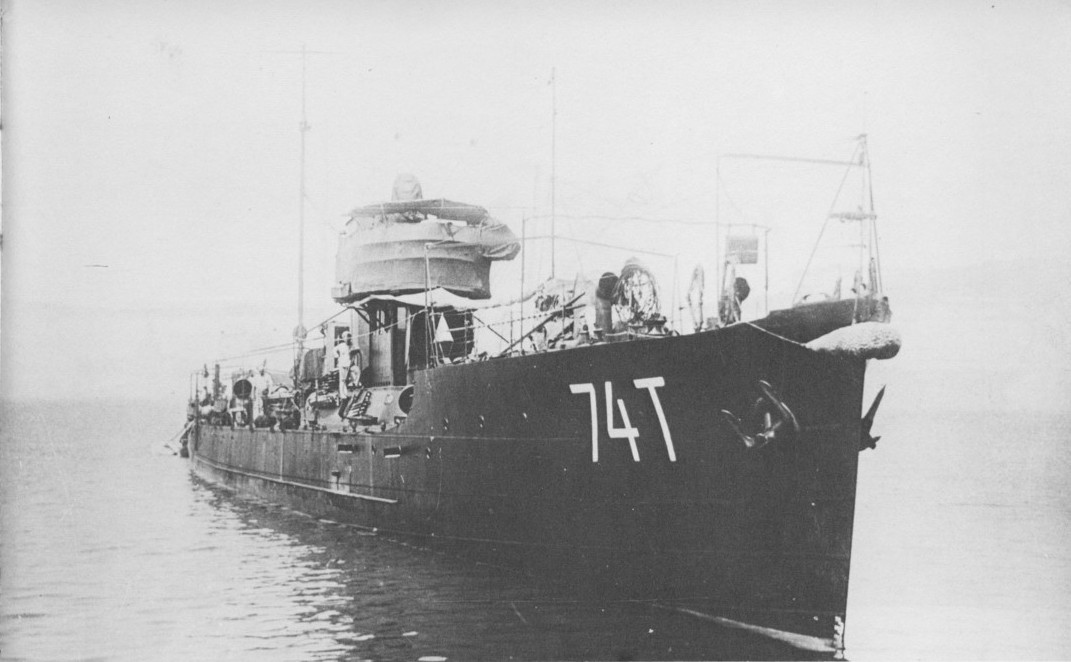
Rakouská torpédovka 74T někdy v letech 1914 až 1917

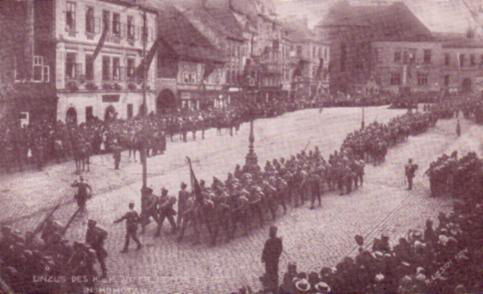
Rakousko-uherští odvedenci v Chomutově nastupují do první světové války v roce 1914. Tehdy ještě mnozí s nadšením, po čtyřech letech už měli zabíjení, hladu a nedostatku dost téměř všichni bez ohledu na národnost. Maďary čekal po válce ještě další prohraný boj o zachování svého historického státu.

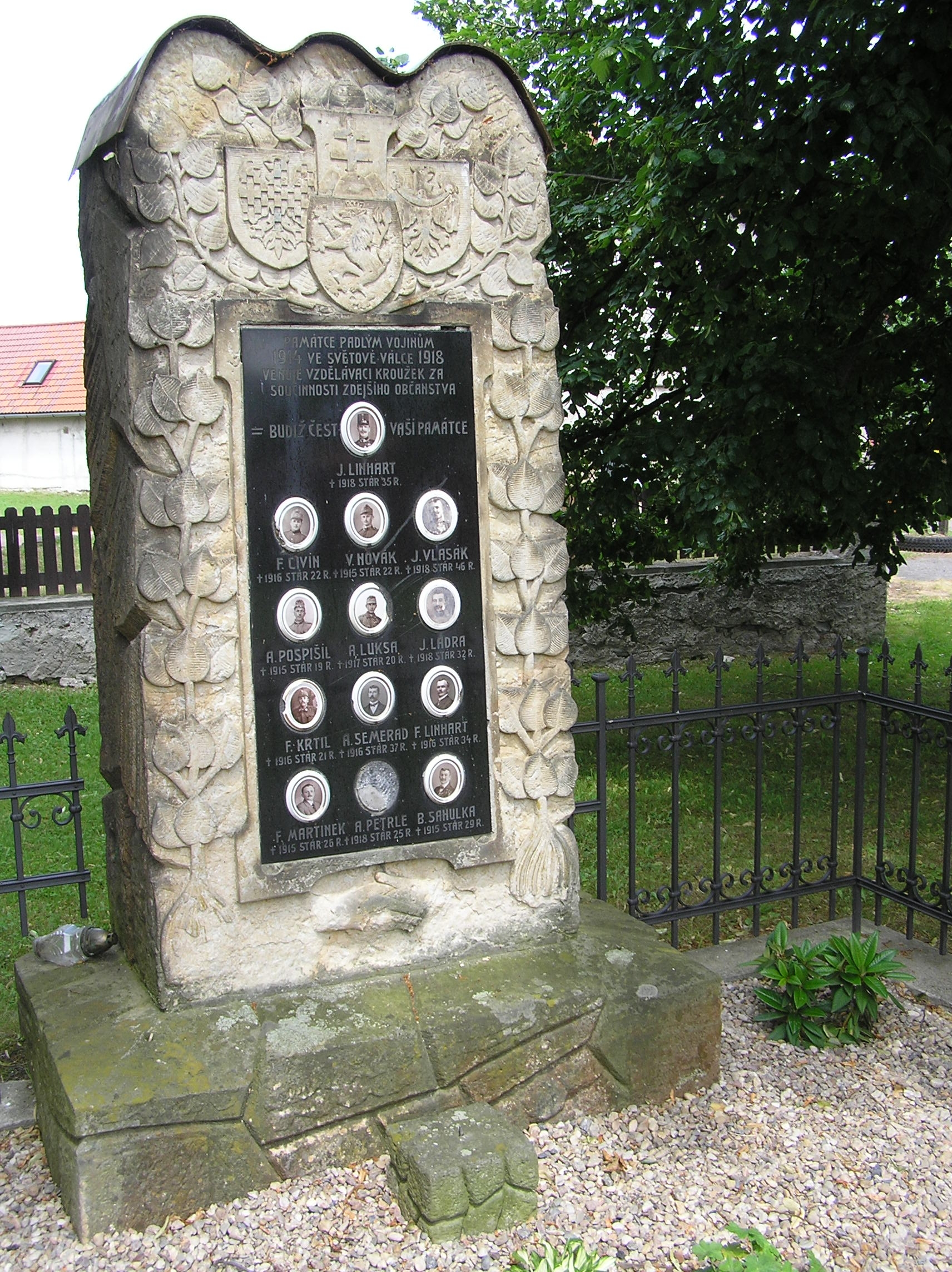
Pomník padlým v obci Vidice u Kutné Hory

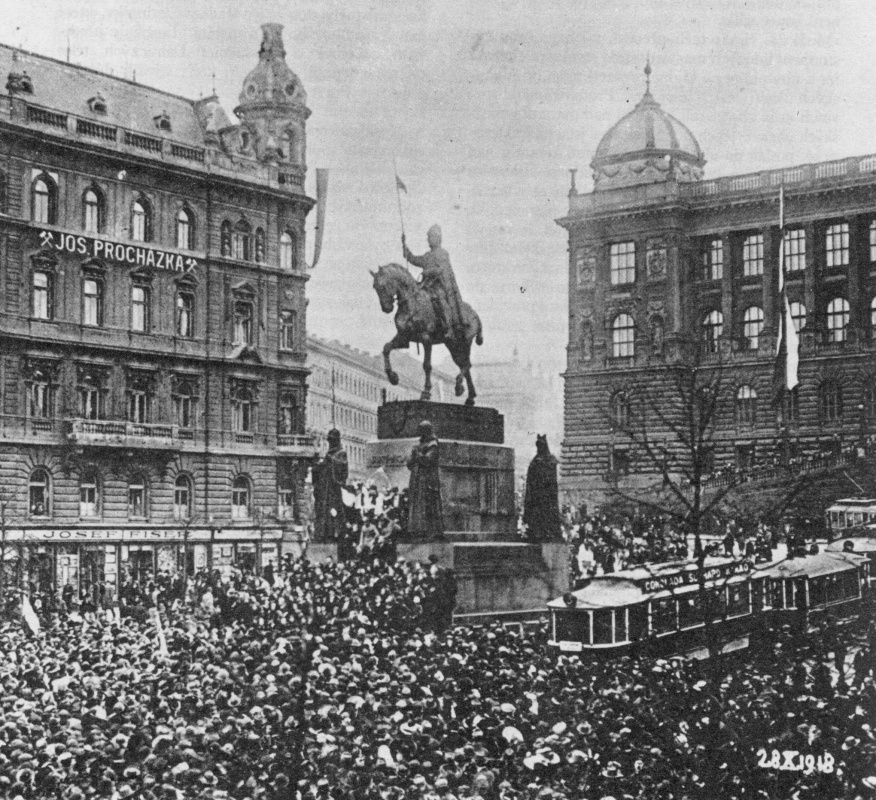
Demonstrace na Václavském náměstí v Praze 28. října 1918, na jejímž počátku stál protest proti vyvážení obilí z města

23. června 1914 se vydali na cestu z Chlumu u Třeboně na císařské manévry v Bosně následník trůnu František Ferdinand d'Este a jeho manželka Žofie Chotková. Při návštěvě hlavního města země Sarajeva dne 28. června byli oba zabiti při atentátu, který provedla skupina srbských vlastenců. Atentát způsobil šok nejen v samotném Rakousko-Uhersku, ale i na celé evropské politické scéně, kde vyvolal takzvanou červencovou krizi. Německý císař Vilém II. považoval Františka Ferdinanda za přítele, a proto ho jeho smrt osobně zasáhla. V německé i rakousko-uherské vládě ovšem existovalo tzv. válečné křídlo propojené s armádou, a tito lidé hledali vhodnou záminku pro vyhlášení války. Protože existovalo důvodné podezření, že atentátníci byli řízeni z nepřátelského Srbska, bylo proto srbské vládě 23. července odesláno červencové ultimátum s velmi tvrdými podmínkami, z nichž většinu se srbská vláda rozhodla splnit – kromě požadavku rakouskou policií vyšetřovat osoby podezřelé z vraždy manželského páru následníka trůnu. Rakousko-Uhersko považovalo ultimátum za nesplněné a 28. července vyhlásilo Srbsku válku. Hlavním hybateli událostí byly v pozadí stojící německá vláda a generální štáby obou zemí[zdroj?], německý císař sám nebyl přímo válečným štváčem, byl spíš diplomatickým hazardérem. Rakouský císař František Josef I. byl v pokročilém věku okolnostmi postaven před rozhodnutí, kdy svým podpisem pod známý manifest Mým národům! zapříčinil, že k moci v jeho zemi se začali tlačit důstojníci generálního štábu.
Již během červencové krize byla pozastavena činnost Říšské rady, země byla řízena pomocí nouzových nařízení. Zrušena byla ústavní občanská práva: svoboda slova, shromažďování, spolčování, nedotknutelnost poštovních zásilek a další, v září pak i imunita poslanců. Částečná mobilizace byla vyhlášena již 26. července 1914 a úplná 31. července. Se souhlasem s vyhlášením války otálel uherský ministerský předseda István Tisza, ale nakonec souhlasil, což bylo velkou částí uherské veřejnosti přivítáno s nadšením. S podobným nadšením bylo přivítáno i radikálnějšími Němci. Válka se totiž zdála vhodnou příležitostí k odvrácení pozornosti od vnitřního politického rozkladu říše[zdroj?]. Mezi slovanským obyvatelstvem se podobné nadšení nekonalo, lidé zde byli vyhlášením války šokováni, ale k žádným podstatným nepokojům nedocházelo a mobilizaci se nevyhýbali. 28. července se totiž většina lidí domnívala, že půjde o jeden z krátkých, byť krvavých válečných konfliktů, jako z 19. století. Během měsíce se však ve válečném stavu ocitly všechny velké evropské země kromě Itálie. Celkem Rakousko-Uhersko mobilizovalo 36 ročníků.
První rakousko-uherská ofenzíva směřovala proti Srbsku pod vedením generála Oskara Potiorka, který předtím selhal při zajištění bezpečnosti návštěvy Františka Ferdinanda. Selhal i při této ofenzivě, která skončila fiaskem. Generál byl penzionován a nahrazen jiným, který již byl úspěšnější – Srbsko i jeho spojenec Černá Hora byly dobyty a okupovány. Významným spojencem v regionu se roku 1915 stalo Bulharsko. Velmi krvavé boje byly vedeny na východní frontě s Ruskem, jehož schopnost mobilizace a celková schopnost jeho armády byly Rakousko-Uherskem i Německem podceněny. Rakousko-Uhersko stálo neúspěšné válčení s Ruskem[zdroj?] vybití téměř poloviny předválečného důstojnického sboru, ale také došlo k přesunu fronty hluboko na rakousko-uherské území v Haliči a východních Uhrách. Zde se začala projevovat národnostní roztříštěnost císařské armády, kdy noví důstojníci, rekrutovaní z branců, často nezvládali komunikaci s mužstvem[zdroj?]. Italská fronta vznikla až v roce 1915. Tento původní spojenec centrálních mocností od počátku války udržoval neutralitu. Po slibu rozsáhlých územních zisků v případě vítězství Dohody, ale v květnu 1915 vyhlásila Itálie Rakousko-Uhersku válku. Zde byla monarchie úspěšnější a tuto v podstatě obrannou frontu hájila bez podstatného italského průlomu a s velkou technologickou i vojenskou převahou. Přes tyto neúspěchy v prvních letech války došlo na přelomu let 1916 a 1917 ke konsolidaci situace a vítězství Centrálních mocností se zdálo na dohled. Společným úsilím Německa a Rakousko-Uherska byla dlouho úspěšná ruská armáda vytlačena z Haliče a dovedena na pokraj zhroucení, stejně jako celá země. Na italské frontě byla italská vojska rozdrcena v bitvě u Caporetta a prakticky vyřazena z boje. Německá západní fronta přešla k vyčerpávající opotřebovávací válce, kde se nějaký zásadní průlom nedal čekat od žádné z bojujících stran. Roku 1916 vyhlásilo Centrálním mocnostem válku Rumunsko, které po případném vítězství chtělo získat uherské Sedmihradsko. Rumunsko sice nebylo zcela dobyto, ale jeho armáda byla zahnána do obranného postavení v rumunské Moldávii.

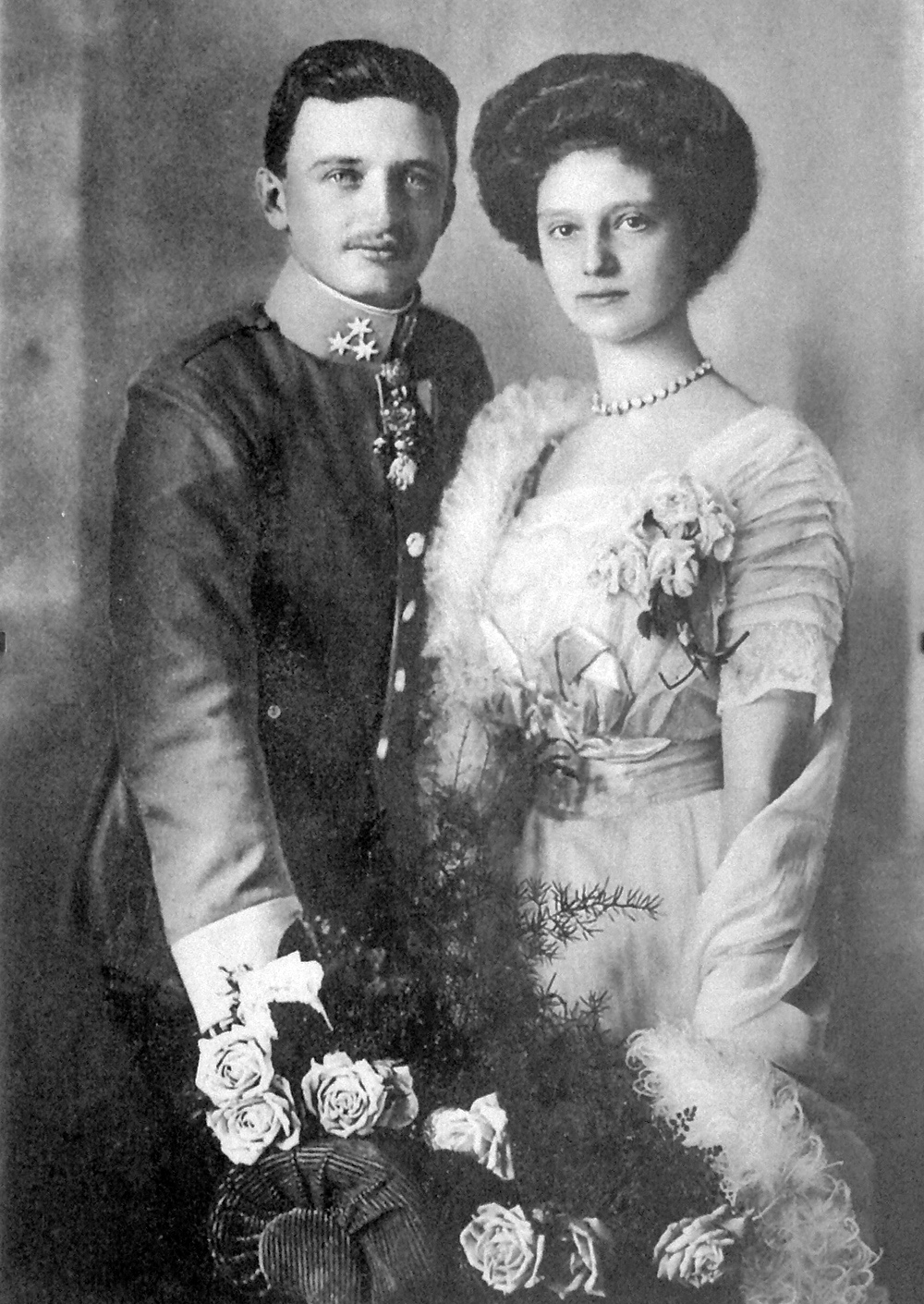
Císař Karel I. se svou manželkou Zitou. Na trůn nastoupil v nejtěžších chvílích, které jeho země kdy zažila a byl nucen odejít, ačkoliv se sám pokoušel ukončit válku.

Na frontách první světové války to tedy na brzkou porážku nevypadalo, uvnitř země ale vše vypadalo trochu jinak. Už brzy po začátku válčení nastaly zásobovací potíže zejména u potravin a uhlí, které vedly k extrémnímu růstu cen, které musely být státem regulovány. Nakonec byl v dubnu 1915 zaveden přídělový systém. Z dobových výpovědí přesto můžeme vyčíst, že se lidem dostávalo lístků na životní potřeby, ale samotných životních potřeb ne. Nedostávalo se ani petroleje na svícení, kůží, textilu a kovů. Pod záminkou vědeckého zkoumání byl roku 1916 proveden soupis kostelních zvonů, které byly napřesrok zrekvírovány a roztaveny pro potřeby válečné výroby, to vyvolalo velké pobouření. Černý trh s potravinami bujel a z velkých měst mířily každý den tisíce žen za nákupem potravin na venkov, kde pak stály nekonečné fronty na brambory a zeleninu, masa se vůbec nedostávalo. V Uhrách bylo ale potravin relativně dostatek díky větším plochám orné půdy, jenže smluvní vztahy obou polovin říše umožňovaly uherským úřadům autonomní hospodaření s potravinami a Uhry tak nebyly nuceny dodávat obživu do hladovějící západní poloviny říše. I když byl jízdní řád osobní dopravy s válkou značně zredukován, přesto stály rakousko-uherské železnice trvale na pokraji zhroucení. Osobní vlaky měly každý den mnohahodinová zpoždění, nebo mnohdy vůbec nepřijely a nedávno zestátněné nevýkonné hlavní magistrály monarchie byly zacpány pomalu se šinoucími vojenskými transporty, které daleko zaostávaly za přesně organizovanou dopravou v Německu. Rakousko-Uhersko tedy po hospodářské stránce nebylo vůbec na dlouhou válku připraveno. Zemědělské produkty byly přednostně dodávány na frontu, takže se jich ve vnitrozemí o to víc nedostávalo. V roce 1918 byla hospodářská situace v zemi, na frontách i ve vojenských útvarech natolik kritická, že docházelo k četným vzpourám, kterým byl v českých zemích později přisuzován nacionální charakter. Zúčastňovali se jich však vojáci i civilisté všech národností bez rozdílu a jejich motivem byl především hlad a odpor k nekončícímu zabíjení na bojištích.
Generální štáb i vláda proválečného ministerského předsedy Karla Stürgkha byly ke kritické hospodářské situaci i odporu k válčení u většiny obyvatelstva hluší. To zřejmě dohnalo německého sociálního demokrata Friedricha Adlera k atentátu na Stürgkha 21. října 1916, po kterém byl ihned zadržen.

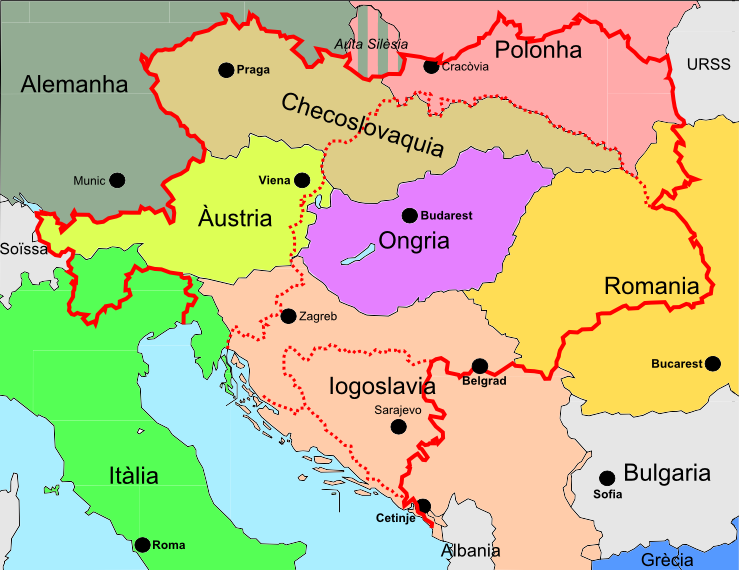
Mapa zachycující rozpad Rakouska-Uherska s vyznačenými nástupnickými státy

Přesně měsíc po Stürgkhově smrti – 21. listopadu 1916, zemřel císař František Josef I. ve věku 86 let. Po něm na trůn usedl nový císař Karel I., který se jako jediný člen evropských královských rodin přímo účastnil bojů na frontě. Od začátku své vlády se snažil zlepšit situaci v zemi. Obnovil činnost Říšské rady a další občanská práva. Jeho vláda vylepšovala též sociální zákonodárství. Pokoušel se také od jara 1917 tajně vyjednat separátní mír mezi Rakousko-Uherskem a Dohodou, v kterýžto jednáních dělali prostředníky bratři Karlovy manželky Zity. Jednání se též účastnil Karlův ministr zahraničí Otakar Černín, kterému císař plně důvěřoval. Nakonec se však ukázal jako osoba nevhodná pro tak delikátní záležitost. Mírová jednání ztroskotala na neúměrných územních požadavcích Itálie, za které se postavila Francie. V dubnu 1918 se Černín před vídeňskou obecní radou vyjádřil o francouzském ministerském předsedovi Georgesovi Clemenceauovi, že to byl on – Clemenceau, kdo mírovou nabídku předložil a Černín, že ji sám odmítl. Clemenceau v reakci na to zveřejnil Karlovy dopisy a vypukla tak Sixtova aféra. Černín nejprve tlačil na to, aby císař abdikoval, nakonec však musel odejít sám. Císař Karel I. pak musel podstoupit ponižující jednání s císařem Vilémem II., po kterém bylo jasno, že Rakousko-Uhersko je již vojensky, politicky i hospodářsky zcela ve vleku Německa a i vliv císaře na vnitřní politiku země se značně oslabil.
Vyzrazení tajného jednání o separátním míru nepřišlo ve vhodný okamžik. V Německu, které centrální mocnosti ovládalo, se totiž opět obnovila víra v konečné vítězství: generální stávka milionu dělníků z počátku roku byla zapomenuta pod dojmem mohutného průlomu na západní frontě, na kterou byly přesouvány jednotky uvolněné na východě po uzavření brestlitevského míru a počet nově příchozích vojáků ze Spojených států amerických, jež vstoupily do války v roce 1917, mohly sotva vyrovnat početní ztráty v britské, francouzské a italské armádě.
V průběhu roku 1918 se ale ukazovalo, že pesimismus Karla I. ohledně možnosti vítězství centrálních mocností, měl mnohem reálnější základ, než si důstojníci generálních štábů ve svých pracovnách představovali. Obnovení činnosti Říšské rady odhalilo hloubku politického rozkladu v zemi. Exiloví i domácí politici menších národů otevřeně mluvili o vzniku budoucích nových nástupnických států. Lidé, konfrontovaní s každodenní realitou všeobecného nedostatku, kdy se zvláště ve velkých městech žilo na hranici hladomoru, se bouřili a 14. října byla zorganizována generální stávka kvůli vyvážení potravin z Čech na frontu. K umírání v důsledku hladu se navíc přidala španělská chřipka. 16. října vyhlásil císař záměr federalizace Předlitavska, kterou měl v plánu již František Ferdinand d'Este. V roce 1918 už ale takový akt téměř nikoho neuspokojil. Uhersko vypovědělo Rakousko-uherské vyrovnání, 28. října byla v Praze vyhlášena samostatnost poté, co byla zveřejněna odpověď rakousko-uherského ministra zahraničí na Wilsonovy podmínky pro přijetí příměří, jež byly mylně vykládány jako vojenská kapitulace. K novému státu se 30. října přidalo Slovensko. Zároveň byla vyhlášena Polská republika, k demonstracím vedoucím ke vzniku republiky docházelo i ve Vídni. Kapitulace rakousko-uherské armády byla podepsána 3. listopadu 1918 po předchozím příměří, které italská vojska nerespektovala. 11. listopadu 1918 císař Karel I. podepsal rezignaci na řízení státních záležitostí a Rakousko-Uhersko tak definitivně zmizelo z mapy světa. Válka stála Rakousko-Uhersko ve vojenských i civilních ztrátách 1,2 milionu životů. Po válce se velká část bývalé monarchie propadla do chaosu, který poznamenával evropské dějiny po velkou část 20. století.

## Politický systém a správní členění

Rakousko-Uhersko roku 1914: Předlitavsko: 1. Čechy, 2. Bukovina, 3. Korutany, 4. Kraňsko, 5. Dalmácie, 6. Halič, 7. Rakouské přímoří, 8. Dolní Rakousy, 9. Morava, 10. Salcbursko, 11. Slezsko, 12. Štýrsko, 13. Tyrolsko, 14. Horní Rakousy, 15. Vorarlbersko; Zalitavsko: 16. Uhersko, 17. Chorvatsko-Slavonsko; 18. Bosna a Hercegovina; s vyznačením zemí Koruny české (1, 9, 11)

Rakousko-Uhersko bylo unií dvou státních celků:
- Předlitavska – oficiální název „Království a země v říšské radě zastoupené“, neoficiální název Předlitavsko, nebo Rakousko, od roku 1915 oficiální název „Rakousko“
- Zalitavska – též nazýváno Země Koruny svatoštěpánské, tedy Uhersko a dalších zemí s ním spojených personální unií

Obě poloviny soustátí se vydaly odlišnou cestou vnitřního uspořádání.

### Uhersko

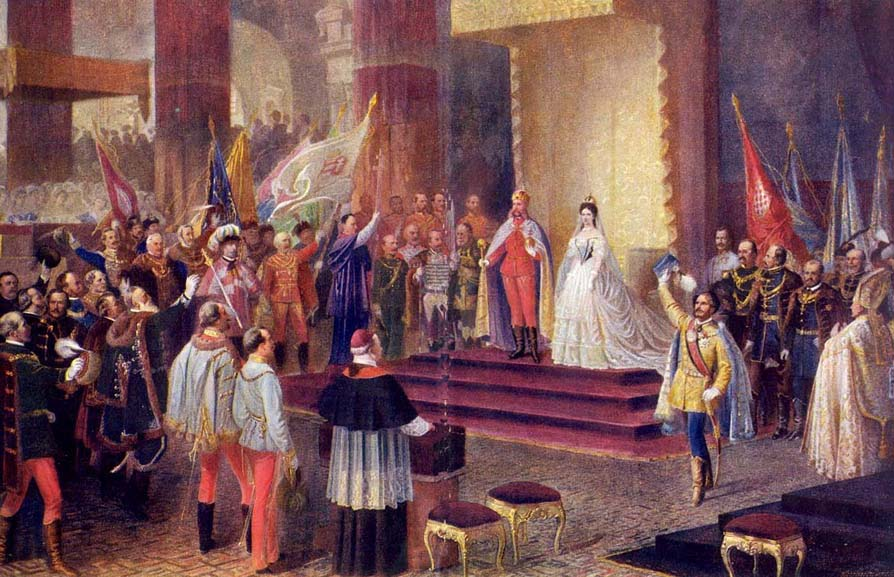
Korunovace Františka Josefa I. a Alžběty uherským králem a královnou

V Zalitavsku zůstal zakonzervován systém konstituční monarchie jako tomu bylo v roce 1860, kde v Uherském sněmu byla jen polovina poslanců volena ve volbách. Voleb části poslanců se též mohla zúčastnit jen část obyvatelstva, která vykazovala dostatečný majetek, jednalo se především o pozemkové vlastníky. Volební právo se tak až do roku 1918 vztahovalo na přibližně šest procent populace. V roce 1867 to bylo v mezinárodním srovnání ještě přijatelné, ale v pozdějším období se z takového volebního práva stal anachronismus.
Uherský sněm byl dvoukomorový, přičemž horní komoru (Sněmovna magnátů) tvořili dědiční nevolení členové a dolní pak volení poslanci. Volební systém po celou dobu znevýhodňoval nemaďarské národy, které tvořily přes 50 % populace, protože mezi těmito národy v počátečním období nebylo z historických důvodů tolik dostatečně bohatých osobností. V pozdějším období docházelo v souvislosti se všeobecným nárůstem evropských nacionalistických hnutí též k manipulování s volebními výsledky, jakož i účelovým zákrokům proti přílivu investic, které by vedly k růstu vlivu nemaďarských národů.
Zalitavsko se politicky členilo pouze na samotné Uhersko, pak na Království chorvatsko-slavonské, které mělo určitou míru autonomie v rámci Uher a přístavní město Rijeka (tehdy Fiume), se zvláštním statutem. Dále se už stát dělil na jednotlivé župy, přičemž vesnice podléhaly župní správě a neměly tedy vlastní samosprávu.
Autonomie Chorvatsko-Slavonska byla zajištěna po chorvatsko-uherském vyrovnání z roku 1868, které bylo ještě roku 1873 znovu revidováno. Chorvatsko mělo svojí vládu v čele s bánem, kterého jmenoval panovník na návrh Uherského sněmu. Vláda měla vlastní malý rozpočet a řešila pouze autonomní záležitosti Chorvatska, zatímco společné záležitosti řešila uherská vláda v Budapešti, u které bylo Chorvatsko zastoupeno jedním ministrem bez portfeje. V uherském sněmu mělo pak zastoupení 40 poslanci (z celkových 413).
Autonomie Velké a Malé Kumánie byla zrušena roku 1876. Na hranicích s Osmanskou říší existovalo ještě území se zvláštním režimem, které se nazývalo Vojenská hranice, jež se táhlo od Jaderského moře až do Sedmihradska, které nepodléhalo správě korunních zemí a sloužilo jako obranná linie proti tureckému nebezpečí. Do roku 1881 bylo toto území postupně přičleněno k sousedícím regionům a byla na něm zavedena normální župní správa.

### Předlitavsko
V Předlitavsku se politika vydala cestou postupné demokratizace společnosti a národnostního zrovnoprávnění.
Předlitavský parlament (Říšská rada) sestával ze dvou komor – Panská sněmovna a Poslanecká sněmovna Říšské rady, přičemž členy Panské sněmovny se stali plnoletí arcivévodové, církevní hodnostáři s knížecím titulem, dědiční členové šlechtických rodů a císařem doživotně jmenovaní významní mužové politického, vědeckého a společenského života. Do poslanecké komory vysílaly své zástupce zemské sněmy jednotlivých korunních zemí. Teprve dubnová ústava roku 1873 zavedla přímou volbu poslanců Poslanecké sněmovny Říšské rady. Volební systém byl tzv. kuriální, kdy existovaly čtyři volební kurie: velkostatkářská, obchodních komor, měst a venkovských obcí. Počet mandátů pro každou z kurií neodpovídal počtu voličů, přiřazených do této kurie. Volební právo získal každý, kdo platil minimálně 10 zlatých přímých daní ročně (volební cenzus) a váha hlasu odpovídala daňové zátěži voliče. Tento census byl postupně snižován. Volební reforma z roku 1882 ho redukovala na 5 zlatých, následná Badeniho volební reforma z roku 1896 pak na 4 zlaté. Badeniho volební reforma ale hlavně přidala k dosavadním čtyřem kuriím i kurii pátou, všeobecnou, pro kterou bylo volební právo rozšířeno na celou mužskou populaci ve věku od 24 let. Tato kurie měla přiděleno 72 mandátů, o které byla Říšská rada rozšířena. Zákon volební právo žen nevylučoval, ale plátci daní byli obvykle muži, proto se ženy k volbám dostaly jen výjimečně. Pokud však žena jako dědička nebo vdova přesto k majetku přišla, dokázala si v některých případech vymoci výjimku a volit pak mohla. Nakonec bylo počátkem roku 1907 prosazeno všeobecné a rovné volební právo v Předlitavsku, podle kterého se poprvé volilo ve volbách roku 1907. Všeobecné, přímé, rovné a tajné volební právo se týkalo zletilých mužů.

Tyto postupné a dalekosáhlé reformy volebního práva se netýkaly dalších volených orgánů – zemských sněmů, okresních a obecních zastupitelstev. Volební systém pro sněmy jednotlivých zemí byl v jednotlivých zemích různý. Volební kurie zde sice zůstávaly, ale výše censu a počet kurií se lišily. Například pro volby na Český zemský sněm cenzus činil 4 zlaté a kurie byly tři, kdežto Moravský zemský sněm se po moravském vyrovnání roku 1905 rozšířil o všeobecnou kurii, v níž mohlo volit veškeré mužské obyvatelstvo bez ohledu na výši odváděných daní, zato tu ale byla stanovena povinnost se voleb zúčastnit. V každém sněmu bylo několik poslanců nevolených (virilisté), kteří tam byli z titulu funkce. U obecních a okresních zastupitelstev byl systém ještě složitější a udržel se v nezměněné podobě až do roku 1919.

### Společné záležitosti

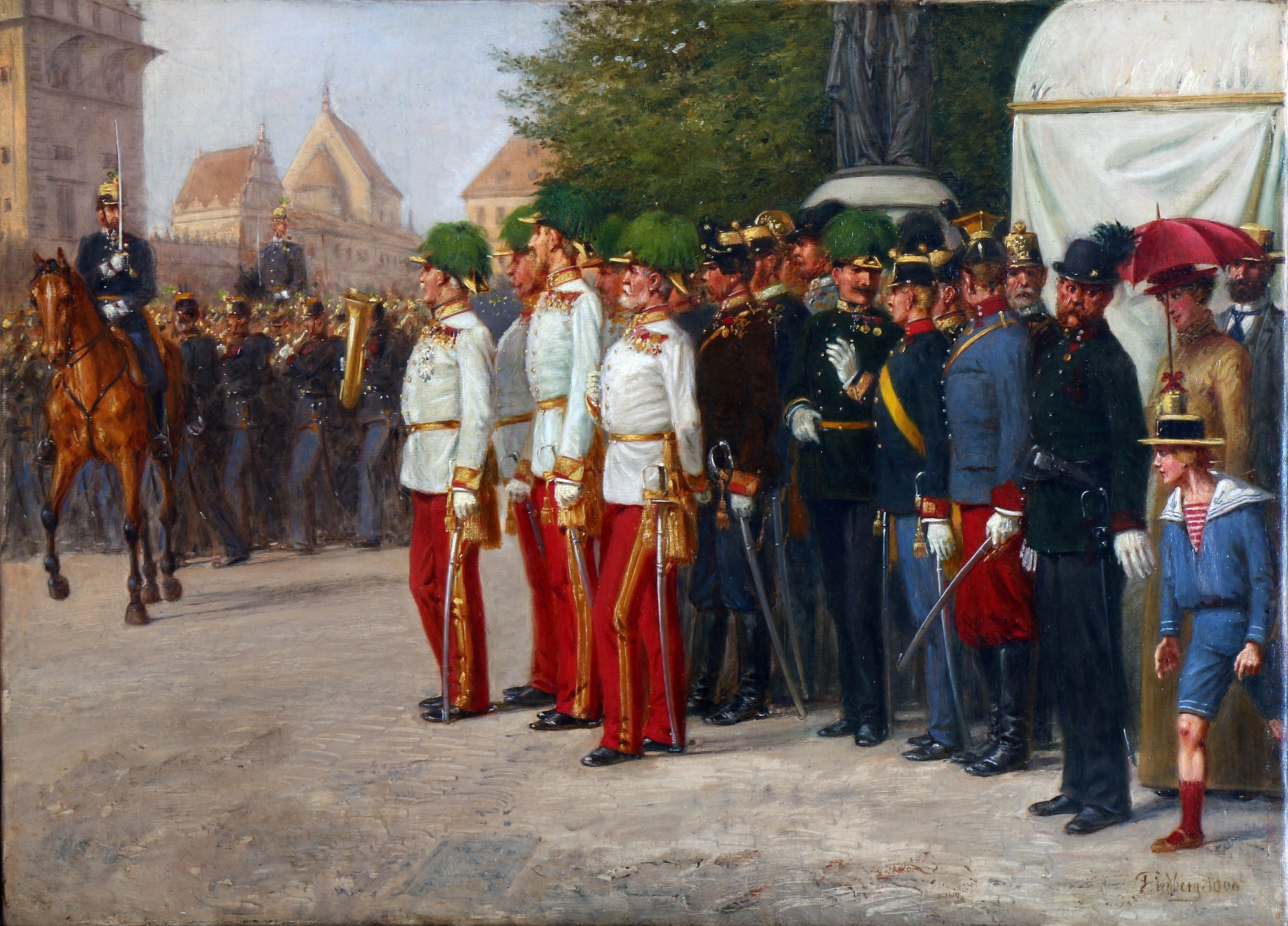
Vojenská paráda v Praze kolem roku 1900

Každý z obou celků měl tedy svůj parlament (Říšská rada v Předlitavsku, Uherský sněm v Zalitavsku). Vládu každého z celků jmenoval a odvolával císař. Ta byla odpovědná jemu a ne parlamentům, neexistovalo tedy žádné hlasování o důvěře. Císař měl též pravomoc vetovat jakýkoliv zákon, vynášet rozsudky, milosti a amnestie, byl též nejvyšším velitelem rakousko-uherské armády.
Společné záležitosti soustátí projednávaly rakousko-uherské delegace, tvořené paritně šedesáti poslanci delegovanými předlitavskou Říšskou radou a šedesáti poslanci Uherského sněmu. Delegace se scházely jednou ročně střídavě ve Vídni a Budapešti. Smlouvy o rakousko-uherském vyrovnání musely být každých deset let obnovovány, přičemž se především zástupci Uherska vždy snažili tlačit na prohloubení vlastní suverenity a snížení vlastních příspěvků do společných nákladů obou polovin říše. Díky opatrné politice Františka Josefa I. se vždy domohli dalších ústupků. Proti smluvním závazkům vzešlým z těchto jednání se nemohl postavit ani sám císař. Toto politické uspořádání země bylo trnem v oku následníka trůnu Františka Ferdinanda d'Este, který s dualismem chtěl skoncovat, stejně tak i jeho následník, pozdější císař Karel I. Opakující se jednání o rakousko-uherském vyrovnání vnášela další nestabilitu do již tak rozjitřené atmosféry v zemi.
Kromě osoby císaře spojovala obě části monarchie i společná ministerstva Rakouska-Uherska. Šlo o úřady společného ministra války, financí a zahraničí (společný ministr zahraničních věcí byl zároveň předsedou ministerské rady pro společné záležitosti a tudíž rakousko-uherským předsedou vlády, fakticky se ale jeho vliv omezoval na zahraniční politiku).
Všechny ostatní rezorty existovaly samostatně v Předlitavsku a Zalitavsku. Vlády Předlitavska měly navíc i vlastní post ministra financí (kompetence společného ministra financí byly značně omezené) a ministra zeměbrany (zodpovídal za předlitavské ozbrojené síly (zeměbrana), které doplňovaly společnou rakousko-uherskou armádu). Společné úřady nesly označení c. a k. (císařský a královský), předlitavské c. k. (císařský královský), zalitavské král. uher. (královský uherský).
Zvláštní postavení měla Bosna a Hercegovina, která byla Rakousko-Uherskem okupována od roku 1878. Nakonec byla roku 1908 anektována. Byla podřízena přímo císařské správě, resp. spravovalo ji společné ministerstvo financí. Její obyvatelé však nebyli v plně rovnoprávném postavení s ostatními obyvateli říše.

### Seznam zemí R-U
(údaje podle stavu roku 1910)
| Země | Vlajka | Znak | Hlavní město (počet obyvatel)          | Rozloha v km² | Obyvatelstvo | Hustota obyv. na km² | Součást celku                                   |
| --- | ------ | ---- | -------------------------------------- | ------------- | ------------ | -------------------- | ----------------------------------------------- |
| Království české (Čechy) |        |      | Praha (224 000)                        | 51 946        | 6 769 548    | 130,3                | Předlitavsko                                    |
| Království dalmatské (Dalmácie) |        |      | Zadar (14 000)                         | 12 830        | 645 666      | 50,3                 | Předlitavsko                                    |
| Království haličsko-vladiměřské (Halič) |        |      | Lvov (206 000)                         | 78 499        | 8 025 675    | 102,2                | Předlitavsko                                    |
| Arcivévodství Rakousy pod Enží (Dolní Rakousy) |        |      | Vídeň (2 031 000)                      | 19 825        | 3 531 814    | 178,1                | Předlitavsko                                    |
| Arcivévodství Rakousy nad Enží (Horní Rakousy) |        |      | Linec (71 000)                         | 11 982        | 853 006      | 71,2                 | Předlitavsko                                    |
| Vévodství bukovinské |        |      | Černovice (87 000)                     | 10 441        | 800 098      | 76,6                 | Předlitavsko                                    |
| Vévodství korutanské |        |      | Celovec (29 000)                       | 10 326        | 396 200      | 38,4                 | Předlitavsko                                    |
| Vévodství kraňské |        |      | Lublaň (47 000)                        | 9 954         | 525 995      | 52,8                 | Předlitavsko                                    |
| Vévodství salcburské |        |      | Salcburk (36 000)                      | 7 153         | 214 737      | 30,0                 | Předlitavsko                                    |
| Vévodství slezské |        |      | Opava (31 000)                         | 5 147         | 756 949      | 147,1                | Předlitavsko                                    |
| Vévodství štýrské |        |      | Štýrský Hradec (152 000)               | 22 425        | 1 444 157    | 64,4                 | Předlitavsko                                    |
| Markrabství moravské (Morava) |        |      | Brno (126 000)                         | 22 221        | 2 622 271    | 118,0                | Předlitavsko                                    |
| Okněžněné hrabství tyrolské |        |      | Innsbruck (53 000)                     | 26 683        | 946 613      | 35,5                 | Předlitavsko                                    |
| Rakouské přímoří - Město a území Terst (95 km², 230 tis. obyv.) - Okněžněné hrabství Gorice a Gradiška (2918 km², 261 tis. obyv.) - Markrabství Istrie (4955 km², 404 tis. obyv.) |        |      | Terst (161 000)                        | 7 969         | 893 797      | 112,2                | Předlitavsko                                    |
| Vorarlbersko |        |      | Bregenz (9 000)                        | 2 602         | 145 408      | 55,9                 | Předlitavsko                                    |
| Království uherské |        |      | Budapešť (882 000, s předm. 1 290 000) | 282 253       | 18 214 727   | 64,5                 | Zalitavsko                                      |
| Království chorvatsko-slavonské |        |      | Záhřeb (80 000)                        | 42 488        | 2 621 954    | 61,7                 | Zalitavsko                                      |
| Město Rijeka |        |      | Rijeka (39 000)                        | 21            | 49 806       | 2371,7               | Zalitavsko                                      |
| Bosna a Hercegovina |        |      | Sarajevo (52 000)                      | 51 199        | 1 898 044    | 37,1                 | pod společnou správou Předlitavska a Zalitavska |

## Ozbrojené síly

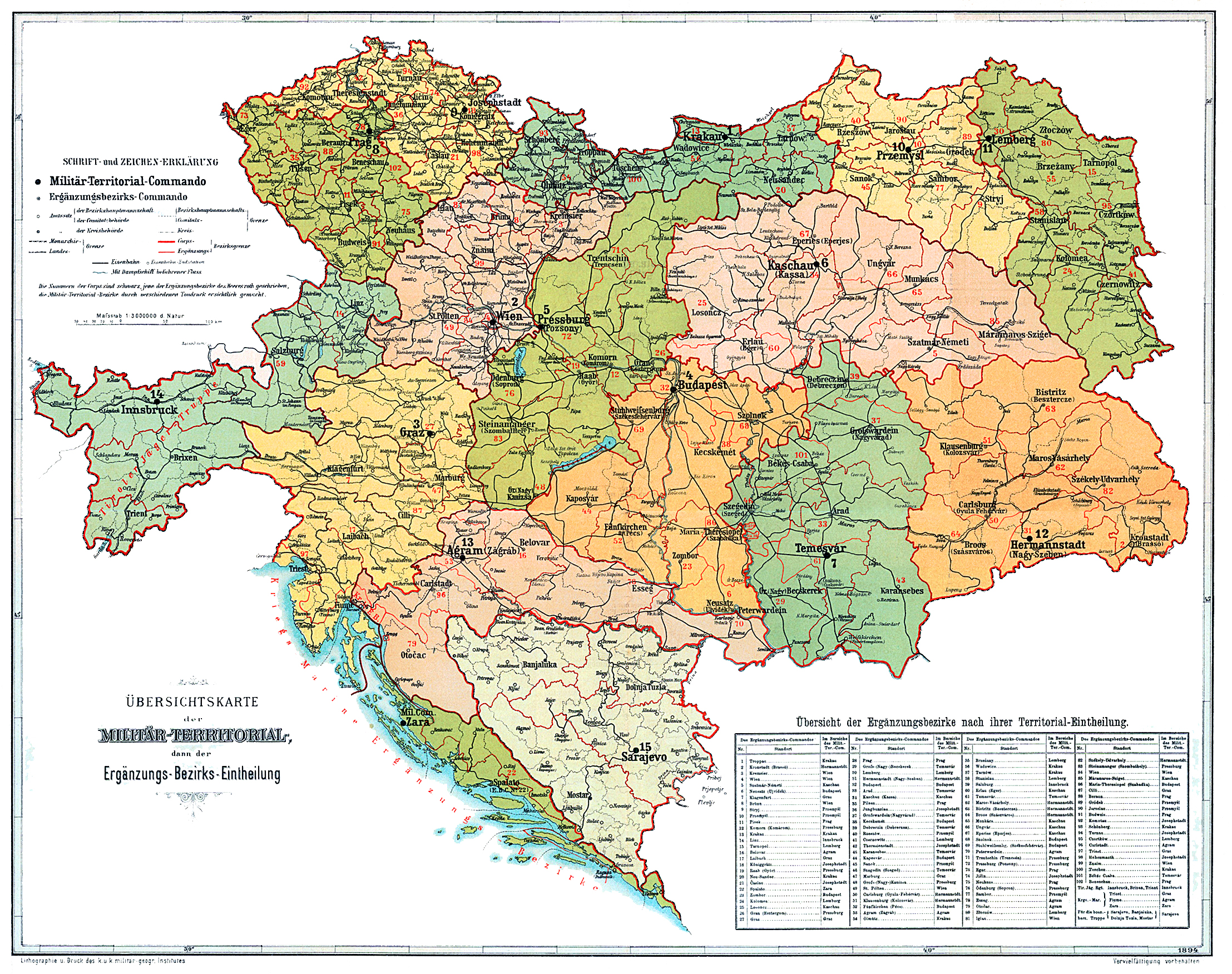
Sborové oblasti a doplňkové obvody Rakousko-Uherska

Rakousko-uherská armáda byla pod velením arcivévody Albrechta, vévody těšínského (1817–1895), staromódního byrokrata, který byl proti modernizaci. Vojenský systém rakousko-uherské monarchie byl v obou státech podobný a od roku 1868 spočíval na principu všeobecné a osobní povinnosti občana nosit zbraň. Jeho vojenská síla byla složena ze společné armády; speciálních vojsk, jmenovitě rakouského Landwehru a uherského Honvédu, což byly samostatné národní instituce, a Landsturmu neboli masových odvodů. Jak bylo uvedeno výše, společná armáda byla pod správou společného ministra války, zatímco speciální vojska byla pod správou příslušných ministerstev národní obrany. Roční kontingent rekrutů pro armádu byl stanoven vojenskými návrhy zákonů, o nichž hlasoval rakouský a uherský parlament, a byl obecně stanoven na základě počtu obyvatel podle posledního sčítání lidu. V roce 1905 to bylo 103 100 mužů, z toho Rakousko poskytlo 59 211 mužů a Uhersko 43 889 mužů. Kromě toho bylo 10 000 mužů ročně přiděleno rakouskému Landwehru a 12 500 maďarskému Honvédu. Doba služby byla dva roky (tři roky u jezdectva) v barvách, sedm nebo osm v záloze a dva v Landwehru; v případě mužů neodvedených do aktivní armády byla stejná celková doba služby strávena v různých speciálních zálohách.
Společný ministr války byl vedoucím správy všech vojenských záležitostí, kromě záležitostí rakouského Landwehru a maďarského Honvédu, které byly svěřeny ministerstvům národní obrany obou příslušných států. Ale vrchní velení armády bylo nominálně svěřeno panovníkovi, který měl pravomoc přijímat všechna opatření týkající se celé armády. V praxi byl císařův synovec arcivévoda Albrecht jeho hlavním vojenským poradcem a dělal politická rozhodnutí.
Rakousko-uherské námořnictvo bylo hlavně pobřežní obrannou silou a zahrnovalo také flotilu monitorů na Dunaji. Bylo spravováno námořním oddělením ministerstva války.

## Obyvatelstvo
| Jazyky Rakouska-Uherska (1910) |  |                                                                                |
| němčina maďarština čeština srbština a chorvatština polština ukrajinština a rusínština rumunština slovenština slovinština italština ostatní |  | 23,36 % 19,57 % 12,54 % 9,68 % 8,52 % 7,78 % 6,27 % 3,83 % 2,44 % 1,5 % 4,51 % |
| |  |                                                                                |

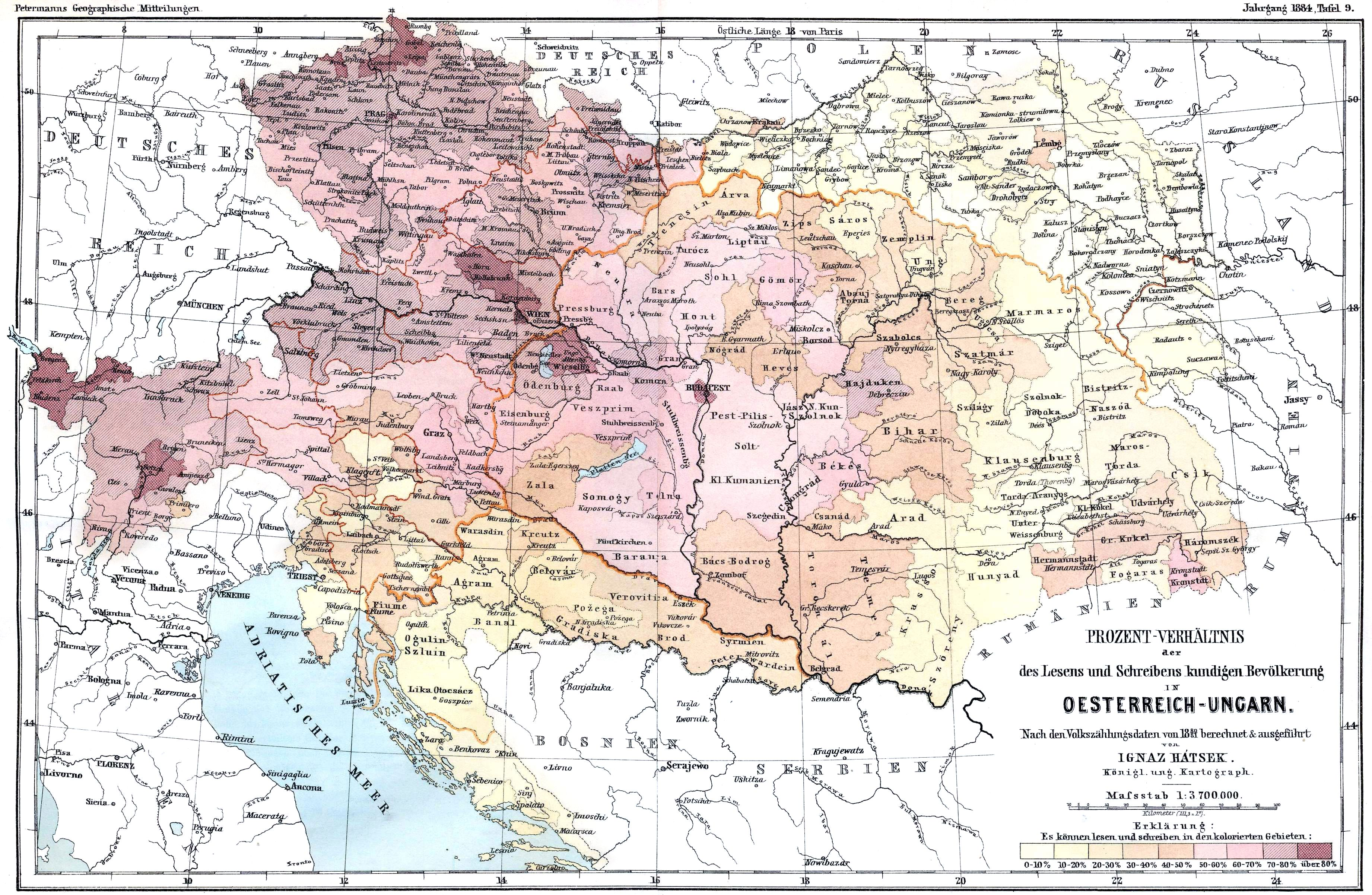
Gramotnost v roce 1880

Rozšíření jazyků (potažmo národů) v roce 1911

V roce 1843 byli Slované největší etnickou skupinou v Rakousku-Uhersku, 15 465 000 z 29 080 000 lidí; na druhém místě byli Němci (6 965 000), třetí byli Maďaři (5 300 000), čtvrtí byli Valaši (Rumuni) (1 milion) a pátí byli Italové (350 000). Do roku 1910 tvořili Němci 23% populace, Slované (Češi, Slováci, Chorvati, Srbové, Poláci, Rusíni a Slovinci) 46,9%, Maďaři 20,2%. Ve sčítacích formulářích byla otázka na obcovací řeč, podle které se pak nepřímo dala určit skladba národností. Po celé období dualismu v letech 1867–1918 můžeme sledovat trvalý růst počtu obyvatel, který byl navíc roku 1908 umocněn anexí dvoumilionové Bosny a Hercegoviny. Celkově se počet obyvatel podle údajů sčítání z let 1869 a 1910 zvýšil z 35,812 milionů na 51,39 milionu. 54 % obyvatel monarchie žilo v obcích menších než 2000 obyvatel, tento podíl po celé období neustále klesal.
Z 51,39 milionů obyvatel v roce 1910 se jich nejvíce hlásilo k používání německého a maďarského jazyka. Žádný z národů však nebyl početně zcela dominantní, což způsobovalo napětí prakticky ve všech národnostních společenstvích. Kvůli nepřímé metodě zjišťování národnosti, se tyto odrážejí jen částečně v číslech, např. židé a státní úředníci různých národností se často hlásili k používání němčiny v každodenním životě. Po sčítání lidu v roce 1910 se v Čechách objevily případy vzájemného obviňování mezi Čechy a Němci ze zmanipulování výsledků.
Badeniho jazyková nařízení z dubna 1897, která měla zrovnoprávnit češtinu s němčinou, vedla k pádu Badeniho vlády a k národnostním nepokojům mezi Čechy a Němci, a byla zrušena. Ani další jazyková nařízení neprošla a posílení česko-německého antagonismu usnadnilo rozpad Rakouska-Uherska během první světové války. V tzv. Svatodušním programu z roku 1899 německé politické strany z českých i alpských zemí odmítly jazykové požadavky Čechů i federalizaci Předlitavska.

## Ekonomika

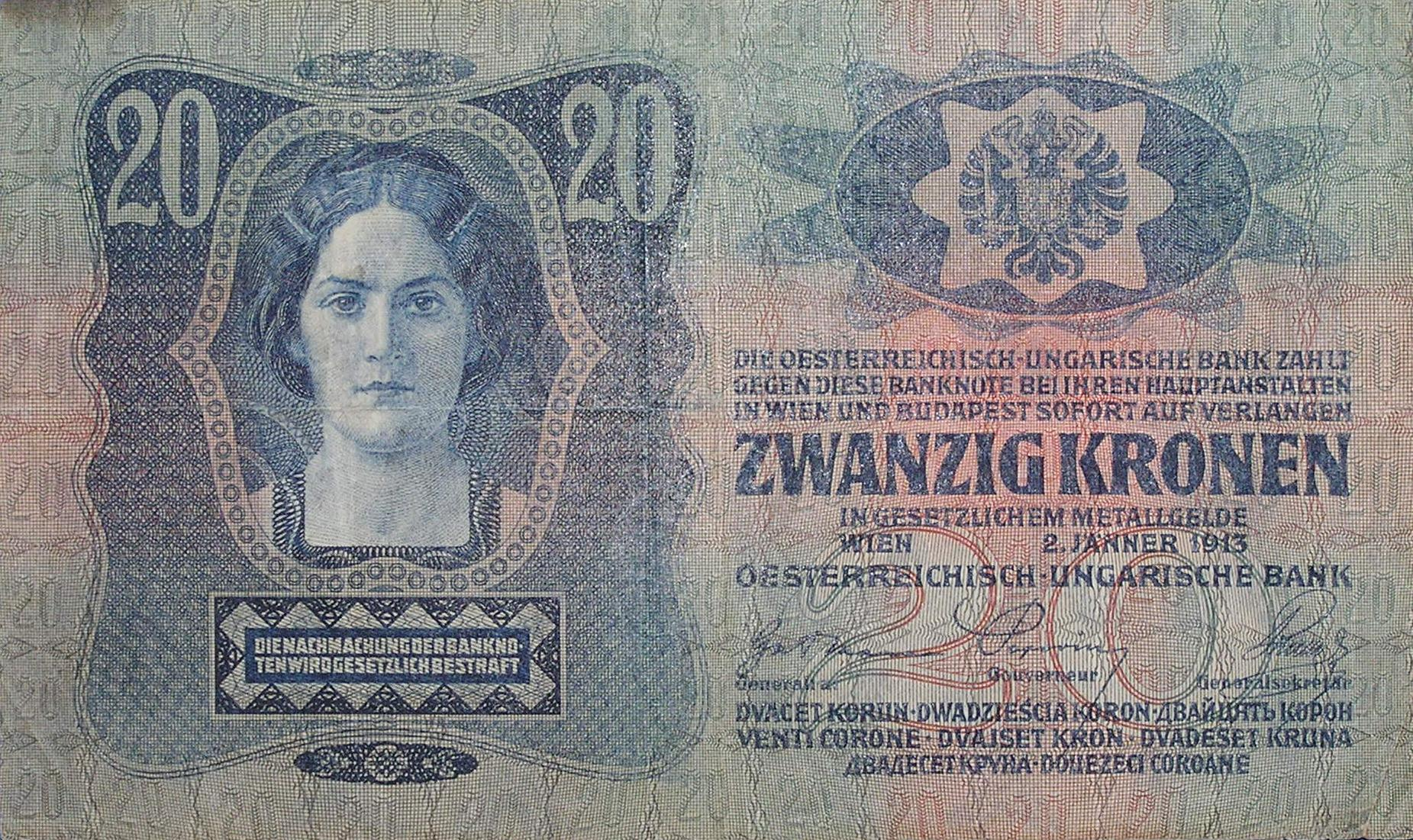
20 korun

Ekonomika Rakousko-Uherska se během existence tohoto útvaru výrazně změnila. Nové technologie urychlily industrializaci a urbanizaci země. V zemi během její padesátileté existence vystřídaly kapitalistické výrobní způsoby tradiční řemeslnou výrobu. Ekonomický rozvoj byl soustředěn okolo Vídně, v rakouských, alpských a českých zemích. Ke konci 19. století se rychle ekonomicky rozvíjely oblasti v centrálním Uhersku a v oblasti Karpat. Důsledkem byly velké regionální rozdíly ve stupni vývoje. Západní části impéria byly všeobecně rozvinutější než východní části.
Na konci 19. století se ovšem ekonomické rozdíly postupně zmenšovaly, protože růst ekonomiky ve východních oblastech byl rychlejší než v západní. Silná zemědělská produkce a potravinářský průmysl v Uhrách hrály významnou roli jak v samotné monarchii tak v exportu. Mezitím západní oblasti, především oblasti okolo Prahy a Vídně, vynikly v několika výrobních odvětvích. Tato dělba práce mezi východní a západní částí (v rámci společné monetární a ekonomické unie), vedla na začátku 20. století k rychlému ekonomickému rozvoji v Rakousku-Uhersku. HDP na hlavu rostlo ročně přibližně o 1,76 % v letech 1870 až 1913. Tato míra růstu převyšovala míru růstu ostatních evropských států jako jsou Velká Británie (1,00 %), Francie (1,06 %) a Německo (1,51 %). Přesto celková úroveň ekonomiky stále znatelně zaostávala za ekonomikami nejvyspělejších evropských zemí, protože systematická modernizace začala mnohem později.
Rakousko-Uhersko věnovalo velkou péči rozvoji infrastruktury (výstavbě železnic, silnic, telegrafních a telefonních sítí, pošt, veřejných vodovodů a kanalizací, školství, zakládání vědeckých institucí, fungující státní správě, zdravotnictví atd.).
Krach na vídeňské burze 9. května 1873 odstartoval do té doby největší ekonomickou recesi světa.

### Průmysl
Těžký průmysl říše se nejvíce zaměřoval na strojírenství, zejména pro elektroenergetiku, lokomotivní a automobilový průmysl, zatímco v lehkém průmyslu dominoval průmysl přesné mechaniky. V průběhu let před 1. světovou válkou se země stala 4. největším výrobcem strojů na světě.
Dva nejvýznamnější obchodní partneři byli tradičně Německo (1910: 48 % veškerého vývozu, 39 % veškerého dovozu) a Velká Británie (1910: téměř 10 % veškerého vývozu, 8 % veškerého dovozu), třetí nejvýznamnější partner byly Spojené státy, následovalo Rusko, Francie, Švýcarsko, Rumunsko, balkánské státy a Jižní Amerika. Obchod s geograficky sousedním Ruskem měl však poměrně nízkou váhu (1910: 3 % veškerého vývozu (hlavně stroje pro Rusko), 7 % veškerého dovozu (hlavně suroviny z Ruska).

### Národní důchod zemí Předlitavska
České země vytvářely zhruba 45 % národního důchodu Předlitavska.
| Země                    | Národní důchod celkem | Národní důchod celkem | Národní důchod na hlavu | Národní důchod na hlavu |
| Země                    | v mil. korun          | v %                   | v korunách              | v %                     |
| ----------------------- | --------------------- | --------------------- | ----------------------- | ----------------------- |
| Čechy                   | 5 158                 | 31,6                  | 761                     | 133,7                   |
| Morava                  | 1 703                 | 10,4                  | 648                     | 113,9                   |
| Slezsko                 | 472                   | 3,0                   | 619                     | 108,8                   |
| České země celkem       | 7 333                 | 45,0                  | 676                     | 118,8                   |
| Dolní Rakousy vč. Vídně | 3 011                 | 18,5                  | 850                     | 149,4                   |
| Horní Rakousy           | 532                   | 3,2                   | 626                     | 110,0                   |
| Salcbursko              | 139                   | 0,9                   | 641                     | 112,6                   |
| Štýrsko                 | 750                   | 4,6                   | 519                     | 91,2                    |
| Korutany                | 220                   | 1,3                   | 556                     | 97,7                    |
| Tyrolsko, Vorarlbersko  | 655                   | 4,0                   | 660                     | 116,0                   |
| Rakouské země celkem    | 5 307                 | 32,5                  | 632                     | 111,1                   |
| Kraňsko                 | 230                   | 1,4                   | 439                     | 77,2                    |
| Rakouské přímoří        | 464                   | 2,8                   | 522                     | 91,7                    |
| Dalmácie                | 171                   | 1,1                   | 264                     | 46,4                    |
| Jižní země celkem       | 865                   | 5,3                   | 408                     | 71,7                    |
| Halič                   | 2 546                 | 15,6                  | 316                     | 55,5                    |
| Bukovina                | 250                   | 1,6                   | 310                     | 54,5                    |
| Karpatské země celkem   | 2 796                 | 17,2                  | 313                     | 55,0                    |
| Předlitavsko celkem     | 16 301                | 100,0                 | 569                     | 100,0                   |

## Dopravní infrastruktura

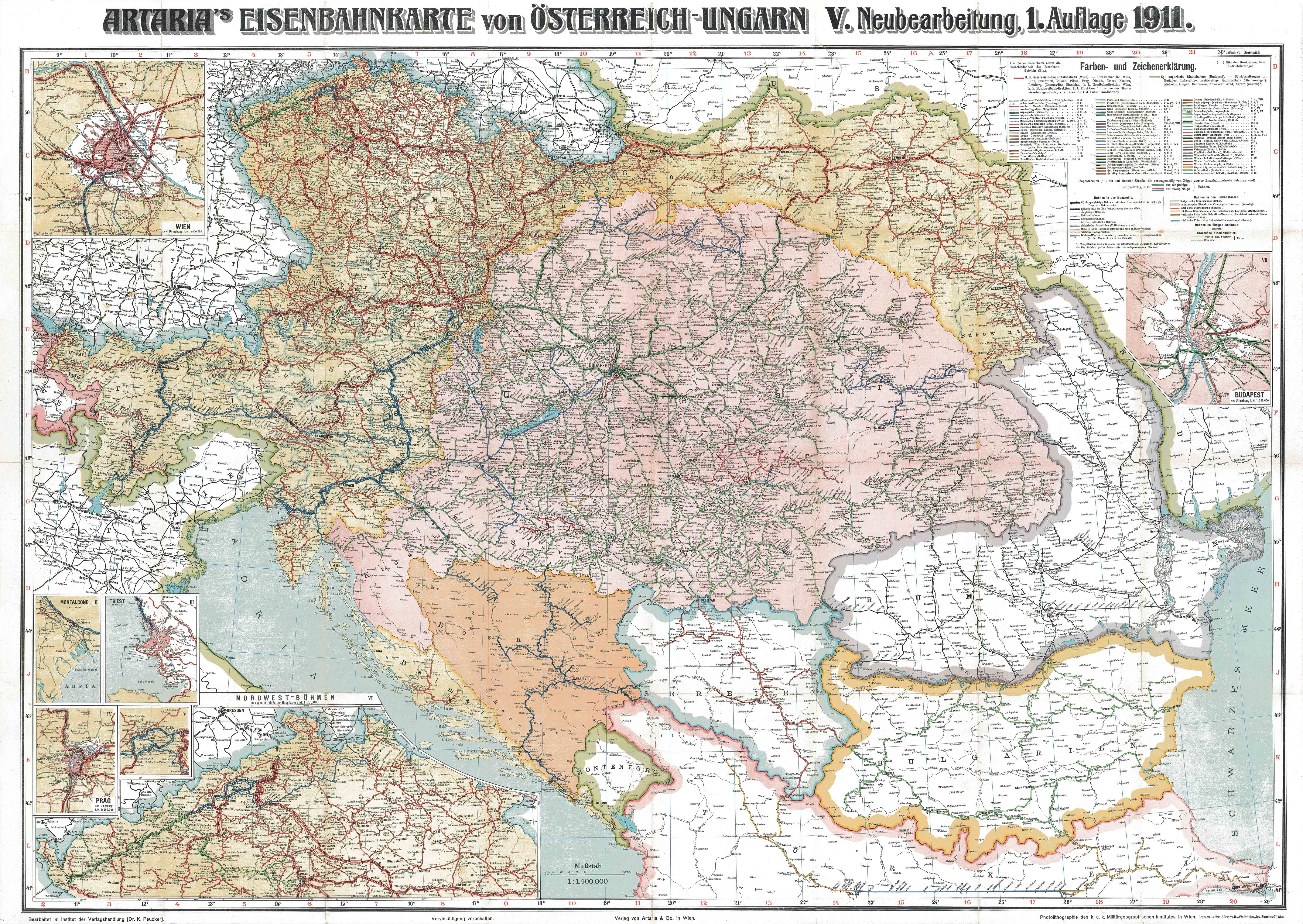
Podrobná železniční mapa rakouských a uherských železnic z roku 1911

### Železnice
V roce 1913 dosáhla celková délka železničních tratí Rakouského císařství a Uherského království 43 280 kilometrů. V západní Evropě mělo větší železniční síť (63,378 km) pouze Německo; po Rakousko-Uhersku následovala Francie (40 770 km), Spojené království (32 623 km), Itálie (18 873 km) a Španělsko (15 088 km).

#### Železnice v Předlitavsku
Železniční doprava se v Rakousko-Uhersku rozvíjela rychle. Jeho předchůdce, Habsburská monarchie, vybudovala na západě podstatné jádro železnic pocházejících z Vídně do roku 1841. První rakouská parní železnice z Vídně na Moravu s konečnou stanicí v Haliči (Bochnie) byla otevřena v roce 1839. První vlak vyjel z Vídně do Břeclavi (Lundenburg) dne 6. června 1839 a o měsíc později mezi hlavním císařským městem Vídní a hlavním městem Moravy Brnem dne 7. července. V tu chvíli si vláda uvědomila vojenské možnosti železnice a začala masivně investovat do výstavby. Bratislava (Pozsony), Budapešť, Praha, Krakov, Lvov, Štýrský Hradec, Lublaň (Laibach) a Benátky (Venedig) byly napojeny na hlavní síť. V roce 1854 měla říše téměř 2 000 km tratí, z toho asi 60–70 % ve státních rukou. Vláda poté začala prodávat velké části trati soukromým investorům, aby získala část svých investic zpět a kvůli finančnímu napětí revoluce v roce 1848 a krymské války.
Od roku 1854 do roku 1879 řídily téměř všechny železniční stavby soukromé zájmy. Předlitavsko mělo 7 952 km tratí a Uhersko postavilo 5 839 km tratí. Během této doby se k železničnímu systému připojilo mnoho nových oblastí a stávající železniční sítě získaly spojení a propojení. Toto období znamenalo počátek rozšířené železniční dopravy v Rakousku-Uhersku a také integrace dopravních systémů v této oblasti. Železnice umožnily říši integrovat svou ekonomiku mnohem více, než bylo dříve možné, když doprava závisela na řekách.
Po roce 1879 začaly rakouské a uherské vlády pomalu renacionalizovat své železniční sítě, především kvůli pomalému tempu rozvoje během celosvětové krize v 70. letech 19. století. Mezi lety 1879 a 1900 bylo v Předlitavsku a Uhersku postaveno více než 25 000 km železnic. Většina z toho představovala „vyplnění“ stávající sítě, ačkoli některé oblasti, především na východě, získaly železniční spojení poprvé. Železnice snížila přepravní náklady v celé říši a otevřela nové trhy pro produkty z jiných zemí dvojí monarchie. V roce 1914 z celkového počtu 22 981 km železničních tratí v Rakousku bylo 18 859 km (82 %) ve vlastnictví státu.

### Loďstvo a přístavy

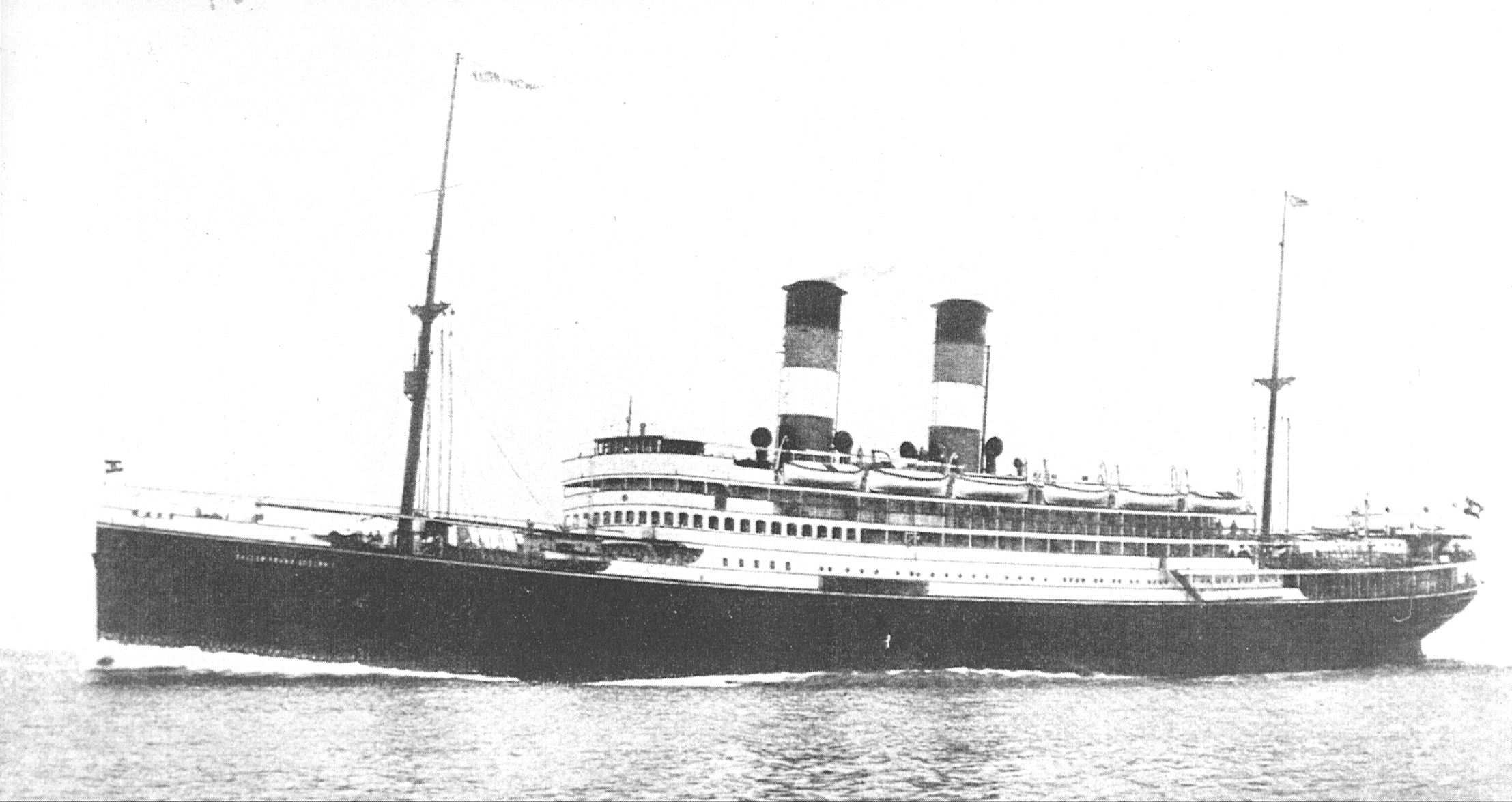
SS Kaiser Franz Joseph I (12 567 t) společnosti Austro-Americana byla největší osobní lodí, která kdy byla v Rakousku postavena. Díky své kontrole nad pobřežím velké části Balkánu mělo Rakousko-Uhersko přístup k několika námořním přístavům.

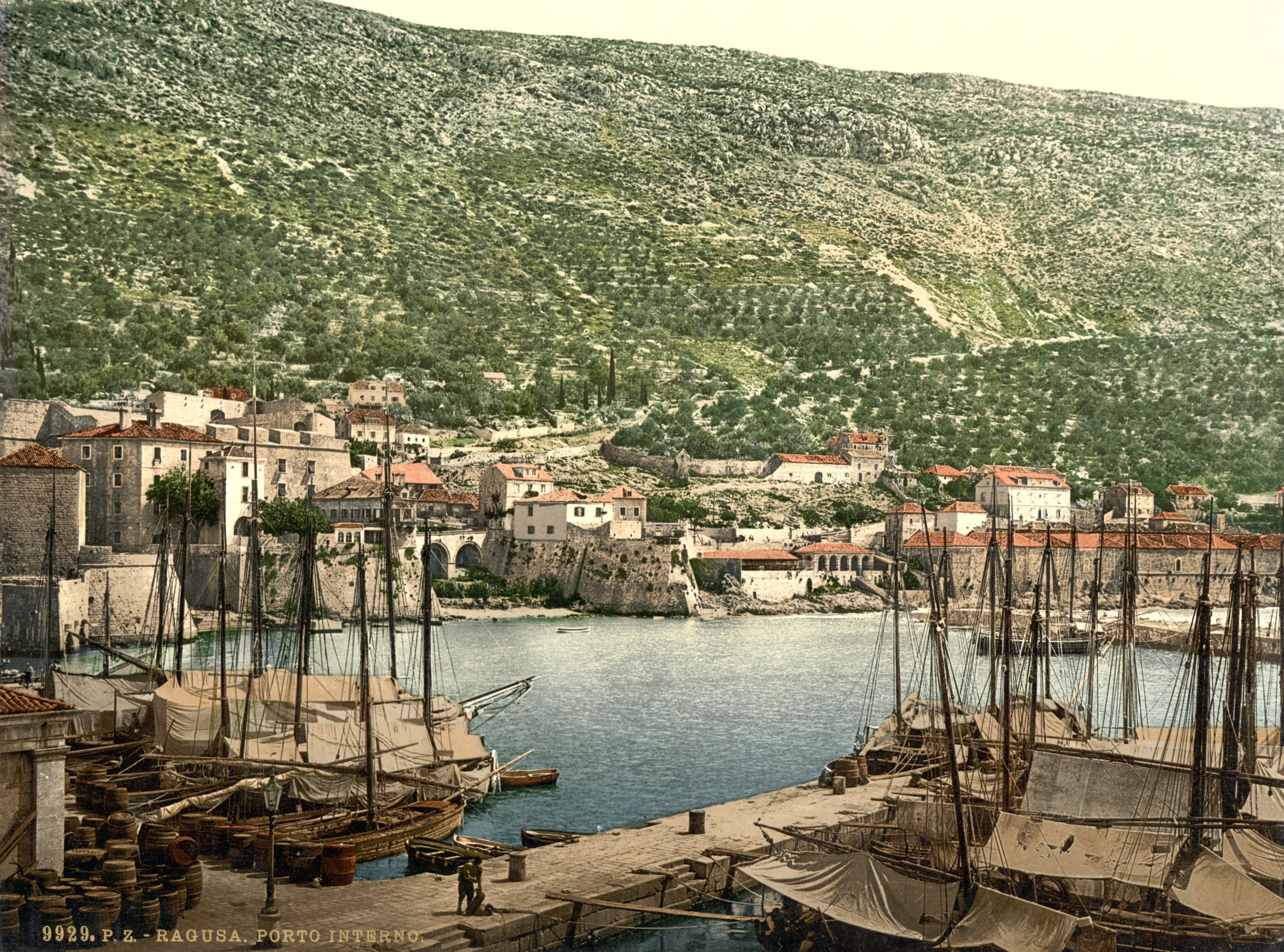
Dubrovnik, Dalmatské království

Nejdůležitějším námořním přístavem byl Terst (dnes součást Itálie), kde sídlilo rakouské obchodní loďstvo. Sídlily zde dvě velké lodní společnosti (Austrian Lloyd a Austro-Americana) a několik loděnic. Od roku 1815 do roku 1866 byly součástí habsburské říše i Benátky. Ztráta Benátek podnítila rozvoj rakouského obchodního loďstva. V roce 1913 tvořilo rakouské obchodní loďstvo 16 764 plavidel o tonáži 471 252 a posádky čítající 45 567 námořníků. Z celkového počtu (1913) 394 ze 422 368 tun byly parníky a 16 370 ze 48 884 tun byly plachetnice Austrian Lloyd byl jednou z největších zaoceánských lodních společností té doby. Před začátkem první světové války společnost vlastnila 65 středních a velkých parníků. Austro-Americana vlastnila třetinu tohoto počtu, včetně největší rakouské osobní lodi SS Kaiser Franz Joseph I. Ve srovnání s Austrian Lloyd se Austro-Americana soustředila na destinace v Severní a Jižní Americe. Rakousko-uherské námořnictvo se stalo mnohem významnějším než dříve, protože industrializace poskytla dostatečné příjmy k jeho rozvoji. Pola (Pula, dnes část Chorvatska) byla pro námořnictvo zvláště významná.
Nejdůležitějším námořním přístavem pro uherskou část monarchie bylo Fiume (Rijeka, dnes v Chorvatsku), kde působily uherské lodní společnosti, např. Adria. Obchodní námořní pěchota Uherského království v roce 1913 zahrnovala 545 plavidel o hmotnosti 144 433 tun a posádky čítající 3 217 námořníků. Z celkového počtu plavidel bylo 134 000 ze 142 539 tun parníků a 411 z 1 894 tun plachetnic. První podunajská paroplavební společnost Donaudampfschiffahrtsgesellschaft (DDSG) byla až do rozpadu Rakouska-Uherska největší vnitrozemskou lodní společností na světě.

## Státní symboly
Rakousko-Uhersko nemělo univerzální společnou vlajku, na jejím místě byly užívány různé vlajky služební. Civilní loďstvo a zahraniční zastupitelské úřady používaly tzv. obchodní vlajku se znaky Rakouska a Uher. Vojsko, především vojenské loďstvo se identifikovalo vlajkou s rakouským znakem, která byla zavedena již roku 1786; její změna, nařízená v r. 1915, nebyla realizována. Armáda mimoto zároveň používala i vlajky se symbolem dvouhlavého orla, neboť tyto prapory v řadě případů měly bohatou historii, které se vojsko nechtělo vzdát. Při státních příležitostech pak byly používány žluto-černé rakouské vlajky a uherská trikolora.

Vlajka Předlitavska
Vlajka Uherského království (Zalitavska) 1867–1918
Vlajka užívaná v Chorvatsko-slavonském království
Společná strana plukovních vlajek
Obchodní vlajka 1869–1918
Vojenská vlajka 1786–1918

Dvouhlavý císařský orel byl symbolem celé monarchie až do roku 1915. V roce 1915 byl zaveden nový společný znak, který však vzhledem k válečným událostem nebyl fakticky realizován a byl ostatně i heraldicky a ústavně nesprávný; Josef Pekař dospěl k závěru, že tím, že se císařský rod vzdal české koruny ve znaku, vzdal se tím i vlády na českými zeměmi.

Střední znak Rakousko-Uherska 1867–1915
Malý znak Rakousko-Uherska 1867–1915
Velký znak Rakousko-Uherska 1915–1918
Malý znak Rakousko-Uherska 1915–1918

Obě části monarchie si však stále ponechávaly i své symboly. Ty byly změněny (spolu se společným znakem) v roce 1915. U znaku Uher nebyly změny tak radikální, zatímco jeho předlitavský protějšek byl vytvořen nově. Oba byly navrženy tak, aby spojením vytvořily společný velký státní znak monarchie. Z jednotlivých znaků nepřímo vycházely i jejich malé verze, které jsou níže též zobrazeny.

Velký znak Předlitavska 1915–1918
Malý znak Předlitavska 1915–1918
Velký znak Uher 1915–1918
Malý znak Uher 1916–1918